# Mano di Dio

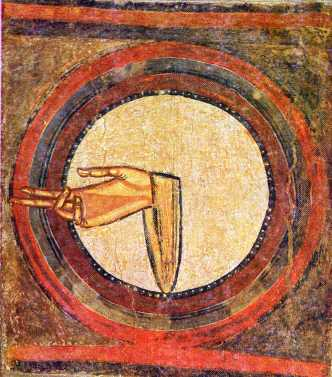
La mano come motivo isolato. Affresco da San Clemete di Taüll, Catalogna, Spagna.

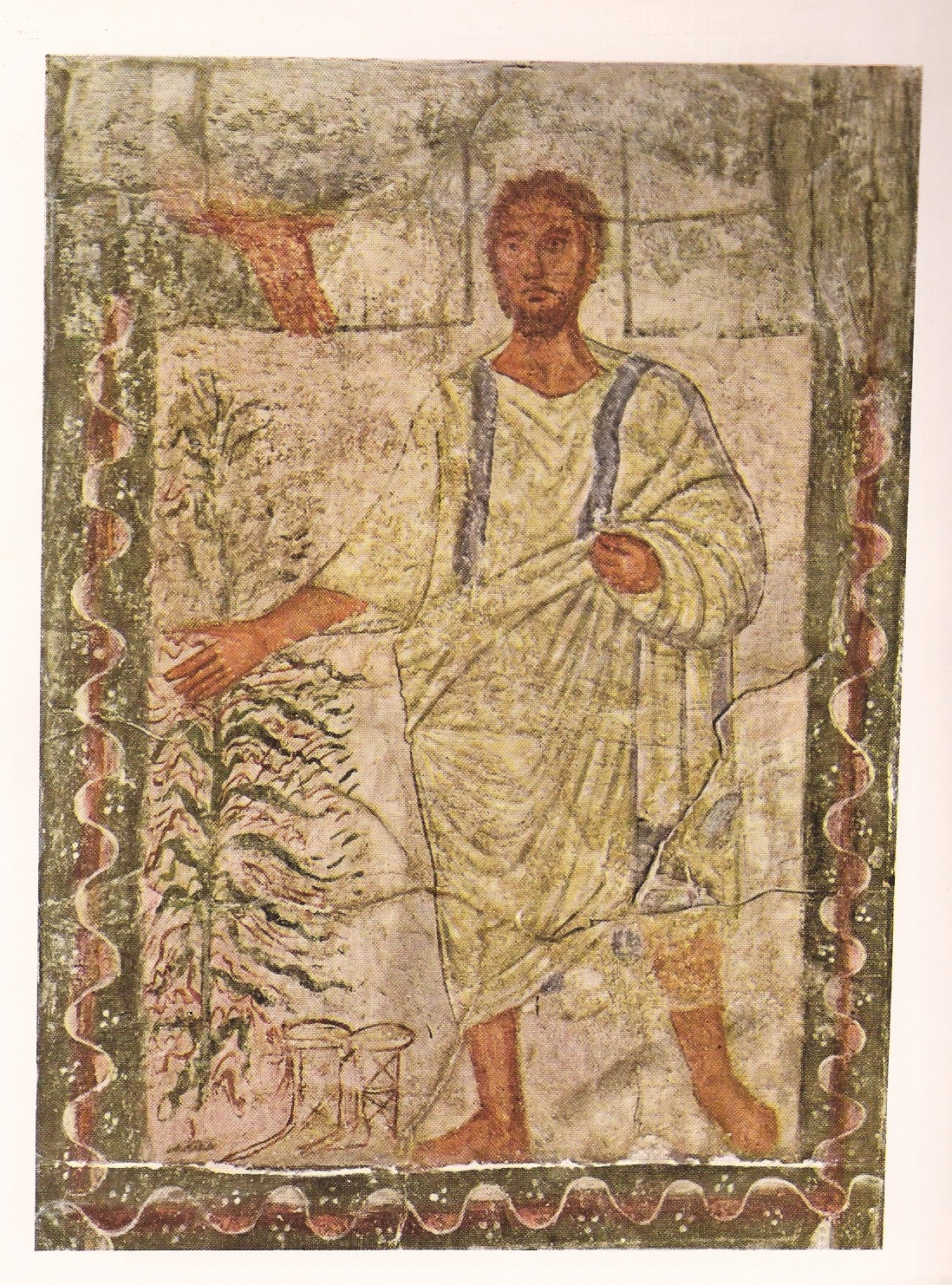
Mosè e l'arbusto ardente, Dura Europos

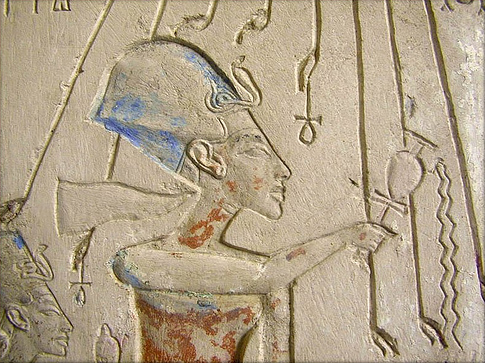
Akhenaton; i raggi del dio sole Aton terminano in piccole mani

La mano di Dio, o manus Dei in latino, detta anche dextera Domini o dextera Dei, "la [mano] destra di Dio", è un motivo dell'arte ebraica e cristiana, specialmente dell'antichità e del primo medioevo, quando la rappresentazione di Dio Padre, a figura intera, era considerata inaccettabile. La mano, a volte, includeva una porzione di un braccio o del polso ed era usata per indicare l'intervento o l'approvazione di cose terrene da parte di Dio e talvolta come soggetto a sé. È una metafora artistica che non è generalmente utilizzata per indicare che una mano è fisicamente presente o notata in qualsiasi soggetto raffigurato. La mano appare dall'alto in un numero abbastanza ristretto di contesti narrativi, spesso in un gesto di benedizione (negli esempi cristiani), ma a volte nell'esecuzione di un'azione. In seguito, nei dipinti cristiani, tende ad essere sostituita da una figura intera di Dio Padre, la cui rappresentazione divenne in seguito accettabile nel cristianesimo occidentale, anche se non nell'ortodossia orientale o nell'arte ebraica. Anche se la mano di Dio è stata tradizionalmente intesa come un simbolo per l'intervento o l'approvazione delle vicende umane da parte di Dio, è anche possibile che riflettesse le concezioni antropomorfe della divinità che possono aver persistito nella tarda antichità.
Il più grande gruppo di immagini ebraiche dal mondo antico, si è riscontrato nella sinagoga di Dura Europos del III secolo, dove la mano di Dio è presente in cinque scene diverse, tra cui il sacrificio di Isacco, e senza dubbio questa fu una delle molte caratteristiche iconografiche riprese dall'arte cristiana da quella che sembra essere stata una tradizione vigorosa di arte narrativa ebraica. Qui e altrove è rappresentato spesso il bath ḳōl (letteralmente "figlia di una voce") o voce di Dio, un uso poi recepito dall'arte cristiana.
La mano può essere anche collegata ad antiche tradizioni di diverse altre religioni dell'antico Vicino Oriente. Nell'arte amarniana, nell'antico Egitto ai tempi di Akhenaton, i raggi del dio sole Aton terminavano in piccole mani suggerendo la generosotà della suprema divinità. Come negli amuleti hamsa, la mano è a volte mostrata solo su edifici, anche se non sembra sia esistita come un amuleto portatile - tipo quelli in uso nella cristianità. Si trova dal IV secolo nelle catacombe di Roma, tra cui nei dipinti del Mosè che riceve le tavole delle leggi e nel sacrificio di Isacco.
Ci sono numerosi riferimenti alla mano, o al braccio, di Dio nella Bibbia ebraica, più chiaramente metaforici nel modo che rimane attuale nell'inglese moderno, ma un po' meno in un'interpretazione letterale. Di solito sono distinti da riferimenti a un posizionamento della mano destra di Dio. Più tardi la letteratura rabbinica contiene anche una serie di riferimenti. Per tre volte, nei Vangeli, si sente la voce di Dio, e la mano è spesso presente nell'arte visiva. Gertrud Schiller distingue tre funzioni della mano nell'arte cristiana: come simbolo di una presenza di Dio, della voce di Dio o come accettazione di un sacrificio.

## Nei testi sacri

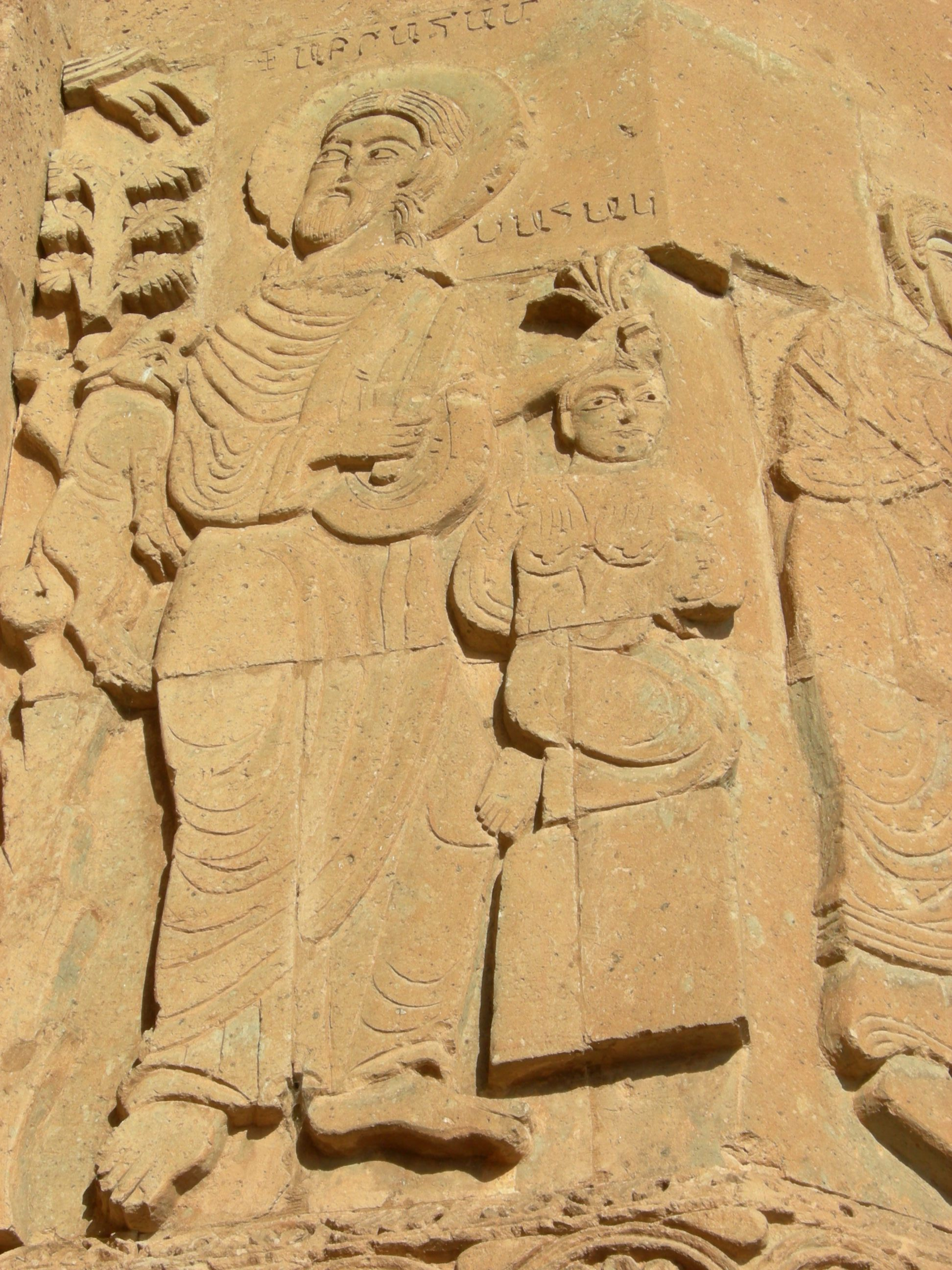
La mano di Dio interviene nel Sacrificio di Isacco, cultura dell'Armenia, Akdamar, X secolo.

### Bibbia ebraica
La mano di Dio, che comprende il braccio e le dita, è uno dei segni antropomorfi più frequentemente impiegati dalla Bibbia ebraica. I riferimenti alla mano di Dio si verificano numerose volte nel Pentateuco, in particolare per quanto riguarda la narrativa dell'esodo degli israeliti dall'Egitto (cf. Exodus 3:19-20, Exodus 14: 3, 8, 31).

### Nuovo Testamento
Non ci sono riferimenti alla mano di Dio come agente attivo o testimone nel Nuovo Testamento, anche se ci sono diversi riferimenti a Gesù, in piedi o seduto alla destra di Dio nella corte celeste,, posto d'onore che è il riflesso di Salmi 63:8 e di Salmi 110:1. Quando Stefano è colmato dallo "Spirito santo" guarda al cielo e vede Gesù in piedi alla destra di Dio (Atti 7:55). Ci sono tre occasioni nei Vangeli, quando si sente la voce di Dio, e la mano di Dio è spesso presente nell'arte visiva.
Nella parabola de Le pecore e i capri, le pecore sono collocate alla destra di Dio, mentre i capri alla sua sinistra.

### Letteratura rabbinica
Haggadah antropomorfi riguardanti la mano di Dio appaiono frequentemente nel corpus della letteratura rabbinica ed estesi in narrazioni bibliche antropomorfe.

### Innologia medievale
Nell'inno latino Veni Creator Spiritus, anche lo Spirito Santo Dio è invocato come  septiformis munere, dexterae Dei tu digitus,  cioè come settuplice carisma della mano destra di Dio.

## Arte cristiana

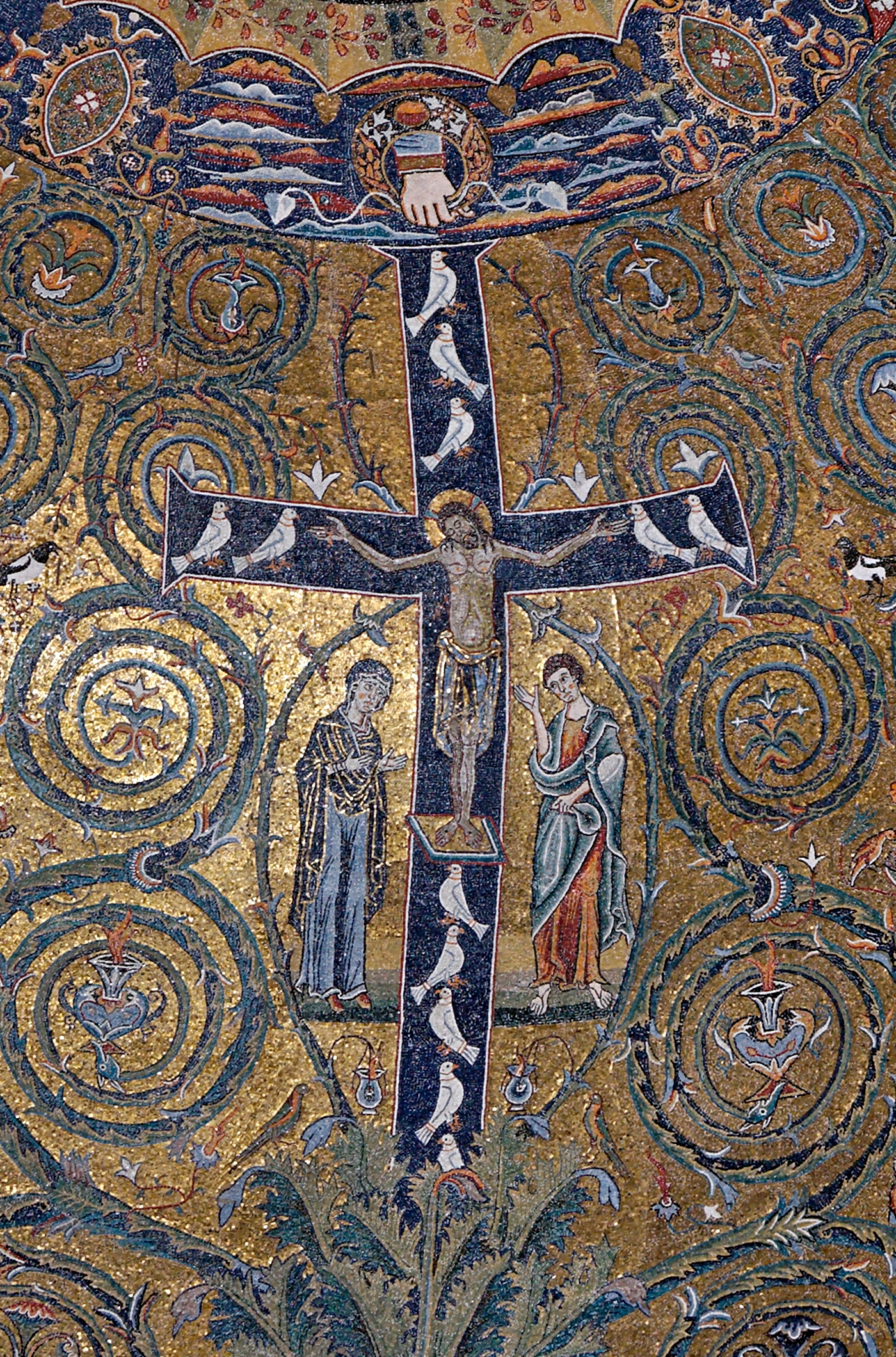
Mano vestita che tiene la corona, dettaglio del mosaico dell'abside della Basilica di San Clemente al Laterano a Roma, 1140–43.

Nell'arte cristiana, la mano di Dio è stata tradizionalmente intesa come metafora artistica non destinata ad indicare che la divinità era fisicamente presente o vista in qualsiasi soggetto raffigurato. Verso la fine dell'Alto Medioevo, la rappresentazione della figura corporea di Dio Padre era considerata una grave violazione del Secondo Comandamento. Secondo una convenzionale interpretazione storica dell'arte, la rappresentazione della mano di Dio nella prima arte cristiana era un compromesso necessario e simbolico dal tenore altamente anti-antropomorfo del Secondo Comandamento, anche se le interpretazioni antropomorfiche sono certamente plausibili. Nel primo cristianesimo e nell'arte bizantina, la mano di Dio era vista apparire dall'alto in un numero abbastanza ristretto di contesti narrativi, spesso in un gesto di benedizione, ma a volte come esecuzione di un'azione. Gertrud Schiller distingue tre funzioni della mano nell'arte cristiana: come simbolo di una presenza di Dio, della voce di Dio o come accettazione di un sacrificio. Nelle opere successive tende ad essere sostituita dalla figura intera di Dio Padre, la cui rappresentazione era diventata accettabile nel cristianesimo occidentale, anche se non nell'ortodossia orientale o nell'arte ebraica.

### Iconografia
Il motivo della mano, con nessun corpo attaccato, crea un problema all'artista nel modo in cui terminarla. Nelle immagini narrative cristiane la mano più spesso emerge da una piccola nuvola o vicino alla parte superiore dell'immagine, ma in contesti iconici può apparire tagliata nello spazio dell'immagine, uscente da un bordo o da una corona di vittoria (a sinistra). Una nube è indicata come la fonte della voce di Dio nei racconti evangelici della Trasfigurazione di Gesù (vedi sotto). Molti degli esempi nella sinagoga di Dura Europos mostrano una buona parte dell'avambraccio e della mano, cosa che non si trova più negli esempi cristiani, che per la maggior parte mostrano un palmo aperto, a volte con le dita distanziate. Esempi successivi nell'arte ebraica sono più vicini in forma agli stili cristiani.
Nell'arte cristiana, la mano di Dio di solito è rappresentata in un gesto di benedizione, se non svolge un'azione, anche se alcuni esempi mostrano solo una mano aperta. Il normale gesto di benedizione è quello di indicare l'indice e il medio dispiegati, con le altre dita piegate indietro e il pollice rilassato. C'è anche un più complicato gesto bizantino che tenta di rappresentare la lettera greca Chi, iniziale di Cristo, che assomiglia a una lettera latina "X". Questo è formato attraversando il pollice e il mignolo all'interno del palmo, con il solo indice e medio esteso, o una variante di questo.
Soprattutto nei mosaici romani, ma anche in alcune commissioni imperiali tedesche, ad esempio sulla croce di Lotario, la mano è serrata attorno ad una corona che va verso l'alto e dietro alla quale scompare poi il braccio, formando un motivo circolare. Soprattutto in questi esempi, la mano può mostrare la manica di un indumento, talvolta costituito da due strati, come nel mosaico dell'abside della Basilica di San Clemente al Laterano. Nelle forme di benedizione la mano ha spesso un alone di luce, che può anche fornire un comodo punto di terminazione. Questo può o non può essere un alone cruciforme, che indica la divinità, e in particolare il Verbo o preesistenza di Cristo (vedi sotto).

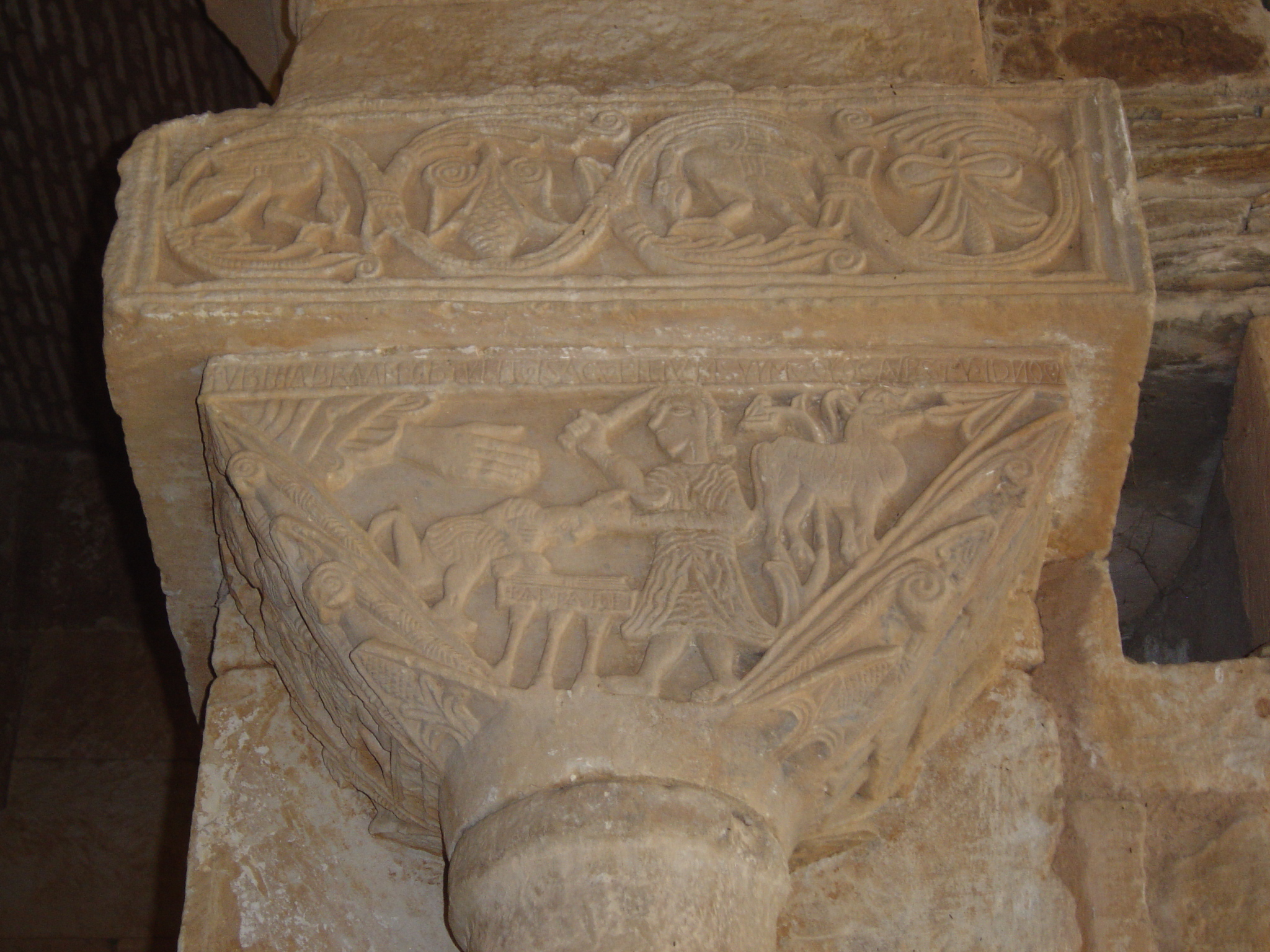
Capitello visigoto con il sacrificio di Isacco.

La mano si trova regolarmente nei dipinti di certe scene, sebbene possa verificarsi in occasione di una gamma molto ampia. In molte scene uno o più angeli, in qualità di messaggeri di Dio, possono apparire al posto della mano. Una rappresentazione a mosaico praticamente unica dell'Arca dell'Alleanza (806) a Germigny-des-Prés, presenta anche la mano di Dio.
Nell'arte cristiana viene spesso, in realtà, rappresentata la mano del Dio Figlio o Verbo; questo è dimostrato quando nelle raffigurazioni successive iniziano a sostituire la mano con un piccolo ritratto a mezzo busto di Cristo come Verbo in una cornice circolare. Si tratta quasi sempre di Cristo in Oriente, ma nel Dio Padre occidentale a volte viene mostrato allo stesso modo. Tuttavia, in molti contesti la raffigurazione della Santissima Trinità non può essere rappresentata dall'immagine unica, se non in quelle situazioni come il Battesimo di Cristo, dove è presente Gesù il Cristo incarnato, in cui la mano è chiaramente quella di Dio Padre. Più tardi nella chiesa ortodossa le immagini spesso identificano le mani come il Verbo con il solito monogramma usato nelle icone
Nell'iconografia vi sono alcune particolarità interessanti. Troviamo infatti la benedizione alla latina, la benedizione alla greca e la benedizione con gesto siriaco. In tutti questi casi tre dita della mano sono unite a simboleggiare la Trinità e le altre due sono unite  a simboleggiare la doppia natura umana e divina di Cristo. Nella benedizione alla latina pollice, indice e medio sono uniti verso l'alto, mentre anulare e mignolo sono uniti verso il basso. Nella benedizione alla greca il pollice è unito all'anulare e al mignolo, mentre indice e medio sono rivolti verso l'alto, come nel Cristo Pantocratore del duomo di Monreale e del duomo di Cefalù. Nella benedizione con segno siriaco il pollice è unito al medio e all'anulare, mentre indice e mignolo sono rivolti verso l'alto. Quest'ultimo caso è diffuso nell'iconografia in Oriente, ad esempio in Egitto, a Cipro e in Cappadocia, ma si trova anche nei mosaici bizantini in Sicilia, come nel San Pietro benedicente del duomo di Monreale.

#### Immagini dall'Antico Testamento
Nel manoscritto miniato Vienna Genesis la mano appare sulla Cacciata di Adamo ed Eva dal Paradiso terrestre. Più spesso, Dio viene mostrato usando una convenzionale figura di Gesù rappresentante il preesistente Cristo o Verbo, che era visto come il Creatore dai primi scrittori cristiani, La storia di Adamo ed Eva era il soggetto più frequente dell'Antico Testamento nell'arte cristiana che aveva bisogno di una rappresentazione pittorica di Dio. Una nota variante moderna del motivo tradizionale della mano è una scultura del 1898 di Auguste Rodin chiamata la mano di Dio, che mostra una mano gigantesca che crea Adamo ed Eva.
- Il sacrificio di Isacco appare per la prima volta nell'arte cristiana in dipinti del IV secolo presenti nelle catacombe romane e nei sarcofagi, oltre che in franmmenti di marmo a Cipro.[25] Abramo ha la mano, che impugna il coltello, trattenuta, come nel sarcofago di Giunio Basso, allo stesso modo dell'angelo in altre rappresentazioni.[26] Tuttavia l'angelo menzionato nel testo biblico è più usuale e spesso rappresentato. L'uso della mano in questa scena, almeno nell'arte cristiana, implica l'accettazione del sacrificio da parte di Dio, così come il suo intervento per bloccarlo.

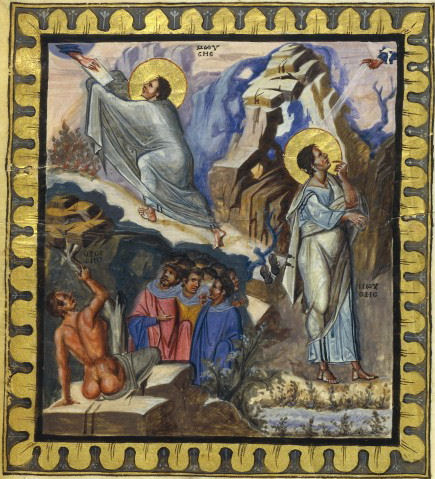
Mosè riceve le Tavole della legge e ascolta la voce di Dio. Salterio di Parigi.

- Molti dipinti rappresentano Mosè che riceve le Tavole della legge, trovati nelle catacombe romane, in diverse Bibbie (vedi galleria), nel Salterio di Parigi e in mosaici della Basilica di San Vitale a Ravenna.[27]
- Il profeta Ezechiele (2:9–10) ricevette la profezia dalla mano: "Poi ho guardato e ho visto una mano tesa verso di me. In essa era un rotolo, che ho srotolato. Su entrambi i lati vi erano scritte parole di lamento, di lutto e di guai"[28] e questi ed altri momenti da Ezechiele talvolta comprendono il simbolo della mano. Nel Salterio di Parigi, Mosè, Giona e Isaia sono tutti mostrati benedetti da mani da cui provengono raggi di luce. Altri profeti a volte sono indicati anche con la mano.
- Nell'altare di Klosterneuburg, nel manoscritto miniato Sacramentario di Drogo (mostrato sotto) e nella basilica di San Vitale a Ravenna, Melchisedec è mostrato benedetto da essa, nell'ultimo con Abele. Questo si riferisce all'approvazione del suo sacrificio menzionato nel testo biblico e forse anche all'associazione della mano alla monarchia divinamente ordinata (vedi sotto), visto che Melchisedec era sia sacerdote che re in base alla Genesi 14: 18-20, e la sua comparsa nell'arte serve spesso ad evocare questo così come la sua funzione di tipologia per Cristo.
- La mano può apparire anche in altri contesti; il carolingio salterio di Utrecht illustra atipicamente quasi tutti i Salmi, probabilmente a seguito di un modello antico, e mostra la mano in almeno 27 di queste immagini, nonostante utilizzi anche una figura di Cristo - come - Dio nei cieli anche più frequentemente.[29]
- Un mosaico nel Mausoleo di Galla Placidia a Ravenna mostra la battaglia di Beth-Horon con Amorrei (Giosuè, 10:11), dove: "Mentre fuggivano davanti a Israele sulla strada che scende da Beth-Horon ad Azeka, il Signore lanciò dal cielo grossi chicchi di grandine su di loro e la maggior parte di essi morì per i chicchi di grandine piuttosto che dalle spade degli Israeliti"- con una grande mano che rappresenta Dio.
- La storia nel libro di Daniele 5:1–31 la scritta sui muri si trova raramente dipinta prima del XVII secolo, quando venne rappresentata nel noto dipinto di Rembrandt e di altri pittori suoi coevi.

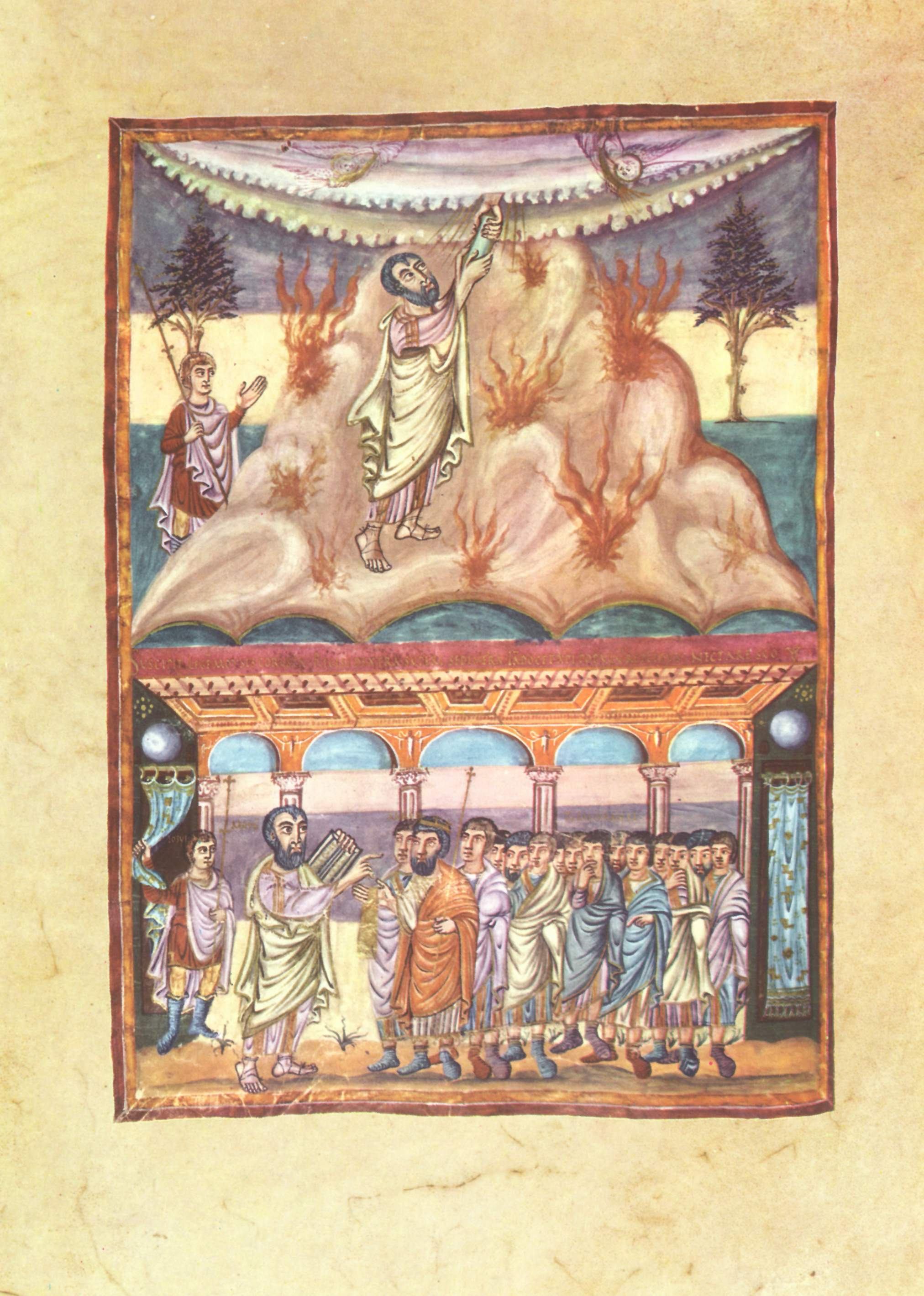
Mosè riceve le tavole della legge, c. 840
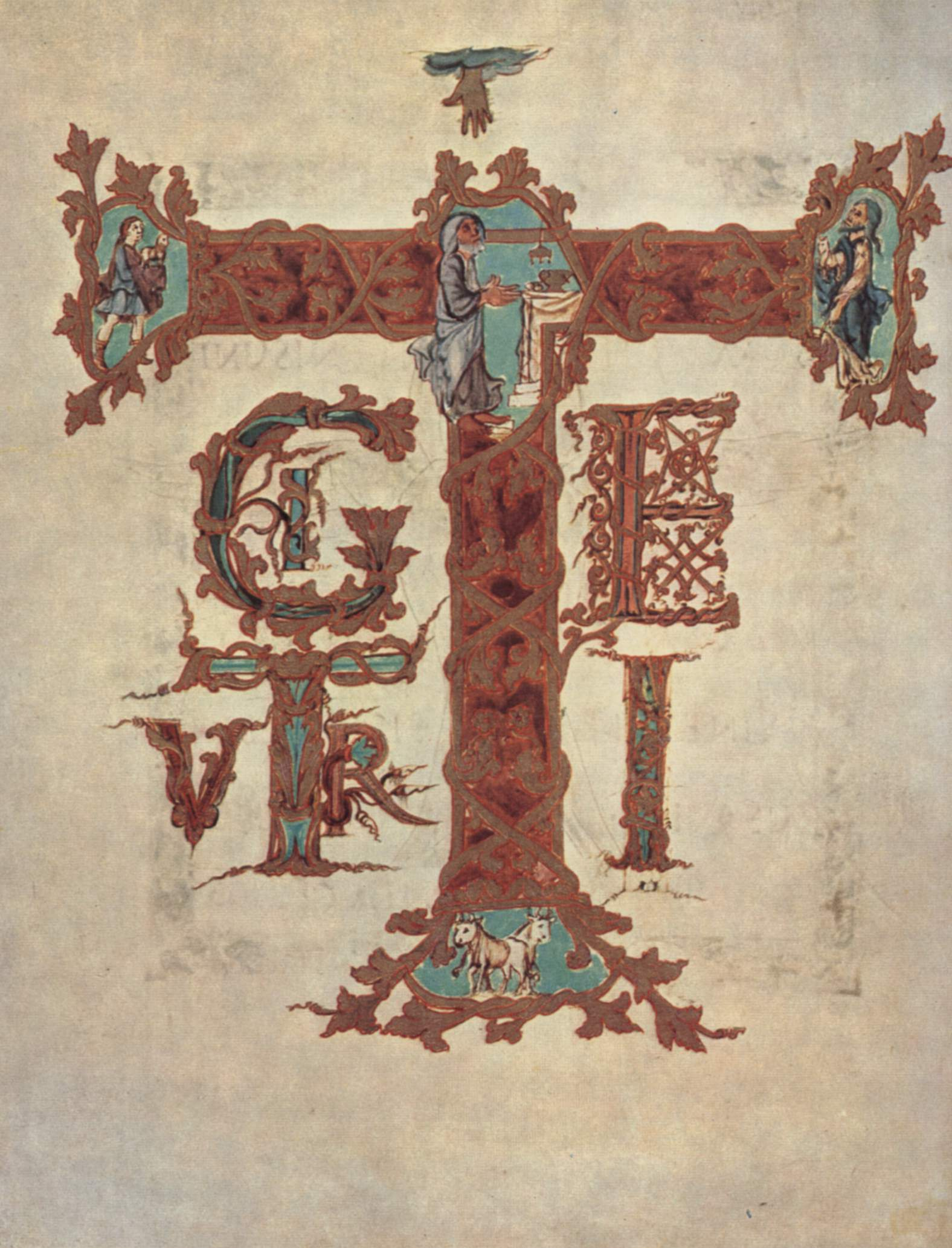
Nel Sacramentario di Drogo Melchisedec è mostrato benedetto dalla mano.
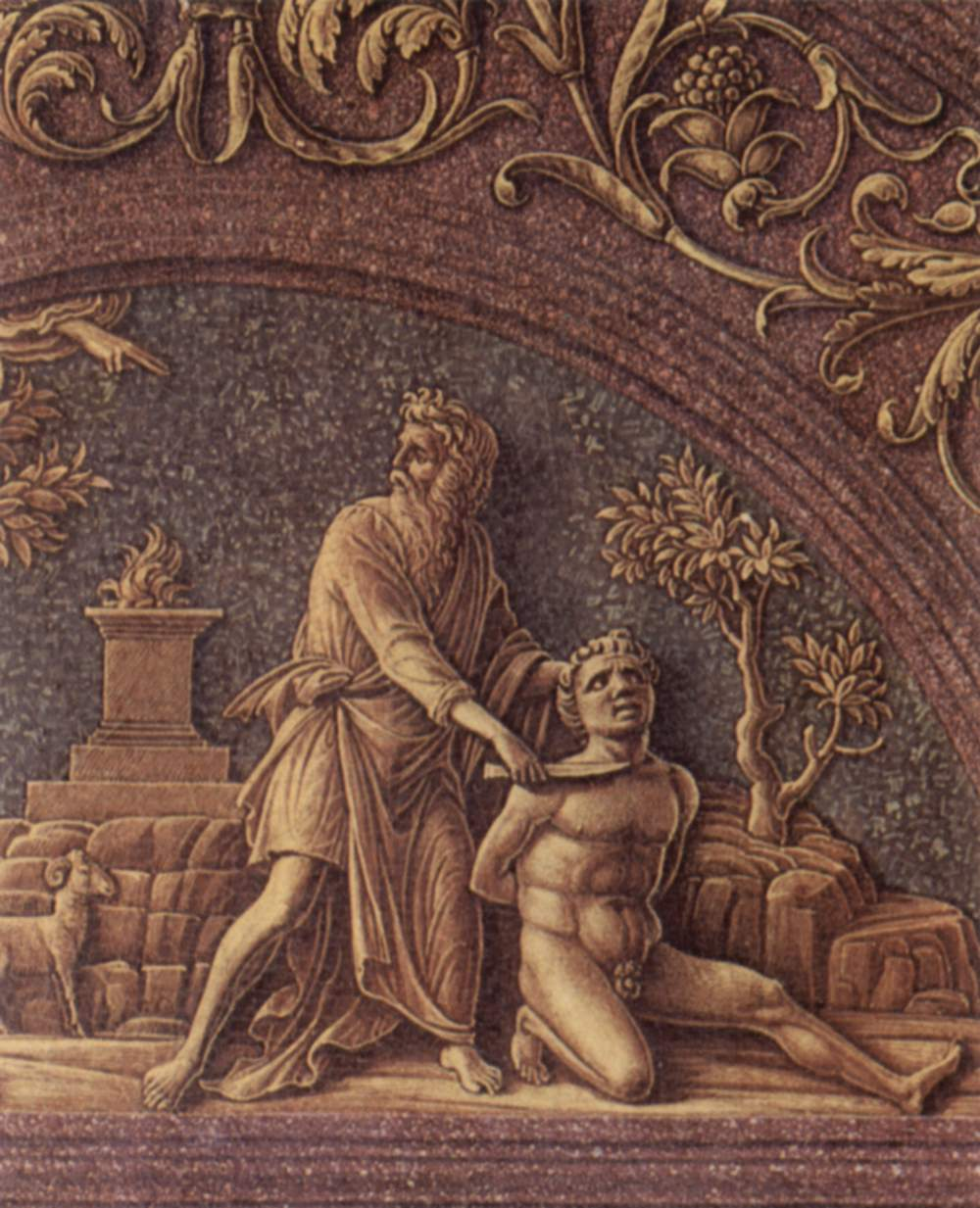
Andrea Mantegna, Sacrificio di Isacco

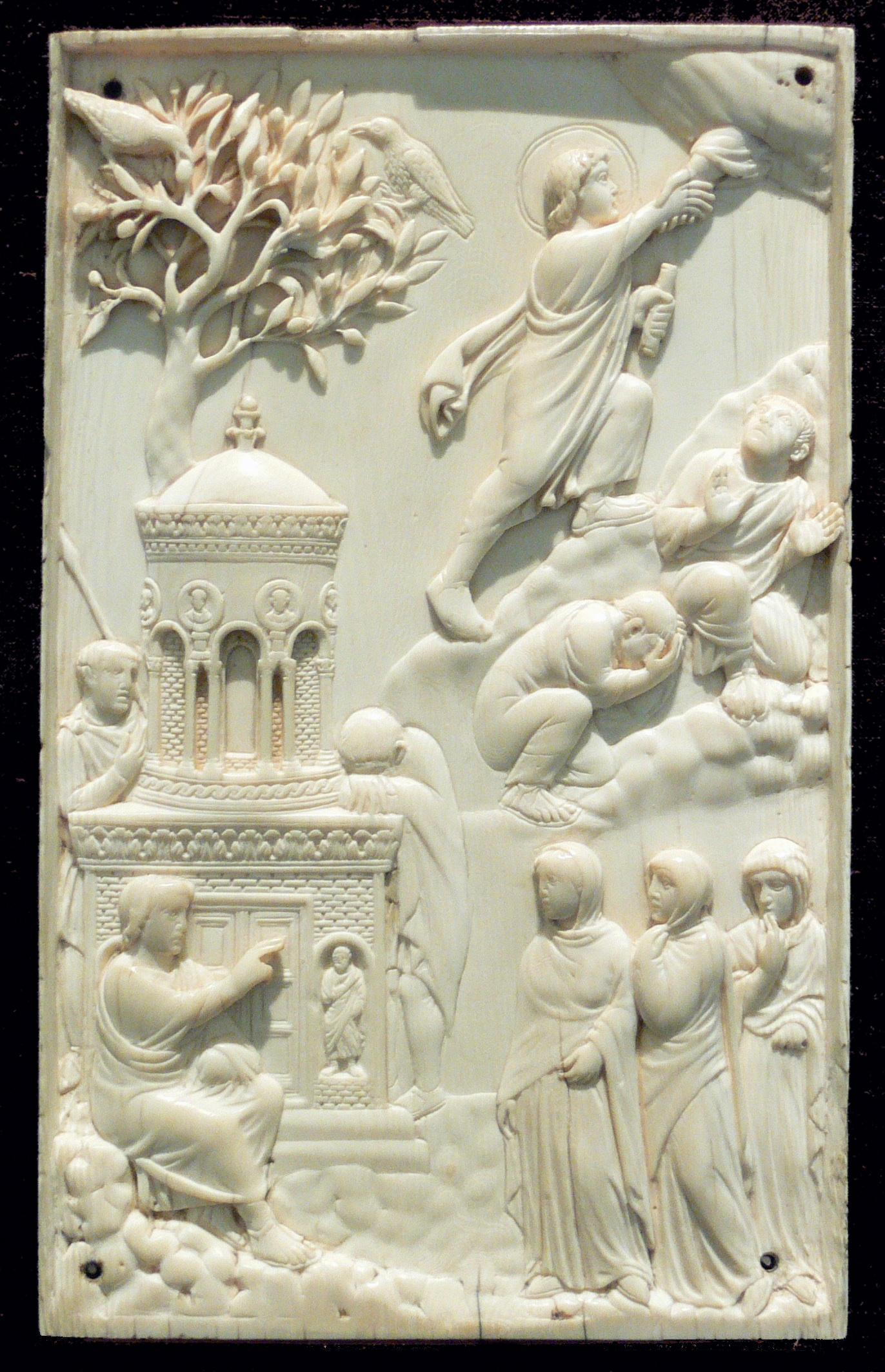
Ascensione di Cristo e Noli me tangere, c. 400, avorio. Si veda sotto per Ascensione simile 450 anni dopo.

#### Immagini dal Nuovo Testamento
- Nelle rappresentazioni della vita di Cristo nell'arte, la mano appare spesso nel battesimo di Gesù, dove rappresenta la voce di Dio, al di sopra della colomba che rappresenta lo Spirito Santo, che è molto più comune, mostrando così tutta la Santissima Trinità come presente e attiva.[30] La mano non sembra mai apparire senza la colomba, poiché lo Spirito Santo sotto forma di colomba è menzionato nel Vangelo di Marco: "Non appena Gesù fu battezzato, uscì fuori dall'acqua e in quel momento il cielo si aprì e vide lo Spirito di Dio discendere come una colomba e venire su di lui mentre una voce dal cielo diceva: "Questo è mio Figlio che amo; con lui mi sono compiaciuto".[31] Sia la colomba che la mano sono normalmente in posizione centrale, rivolte verso il basso e Gesù. La mano si trova soprattutto nel Battesimo tra il VI (ad esempio nel manoscritto miniato dei Vangeli Rabbula) e l'XI secolo.
- La mano si trova in alcuni dipinti occidentali e tardo armeni della Trasfigurazione di Gesù,[32] dove nuovamente i Vangeli sinottici hanno la voce di Dio, questa volta sotto forma di nuvola.[33]
- La mano è presente talvolta nella scena della meditazione nell'orto del Getsemani, anche se la figura di un angelo è più frequente. Questa è la terza e ultima occasione in cui la voce di Dio è menzionata nei Vangeli, questa volta solo nel Vangelo di Giovanni (12,28). L'esempio più antico conosciuto è nei Vangeli di Sant'Agostino (c. 600).[34]
- Dall'arte carolingia fino a quella romanica, la mano può apparire sopra la parte superiore della croce nella Crocifissione di Gesù, puntando dritta verso il basso. A volte regge una corona sulla testa di Cristo, come sul retro della ottoniana Croce di Lotario della Cattedrale di Aquisgrana. La mano rappresenta approvazione divina e in particolare l'accettazione del suo sacrificio,[35] e probabilmente la tempesta menzionata nei Vangeli.
- Può anche apparire nell'Ascensione di Cristo, a volte, come nel Drogo Sacramentary, che scende e stringe quella di Cristo, come per tirarlo su tra le nuvole. La targa d'avorio ora a Monaco di Baviera (a sinistra) con questa rappresentazione è forse la più antica Ascensione di Gesù a noi pervenuta.
- Nelle icone ortodosse del Giudizio Universale, la mano tiene spesso le scale in cui sono pesate le anime (in Occidente la stessa azione è fatta da San Michele in genere). La mano può emergere dall'etimasia di solito presente ed è di dimensioni enormi rispetto alle figure vicine nella composizione.

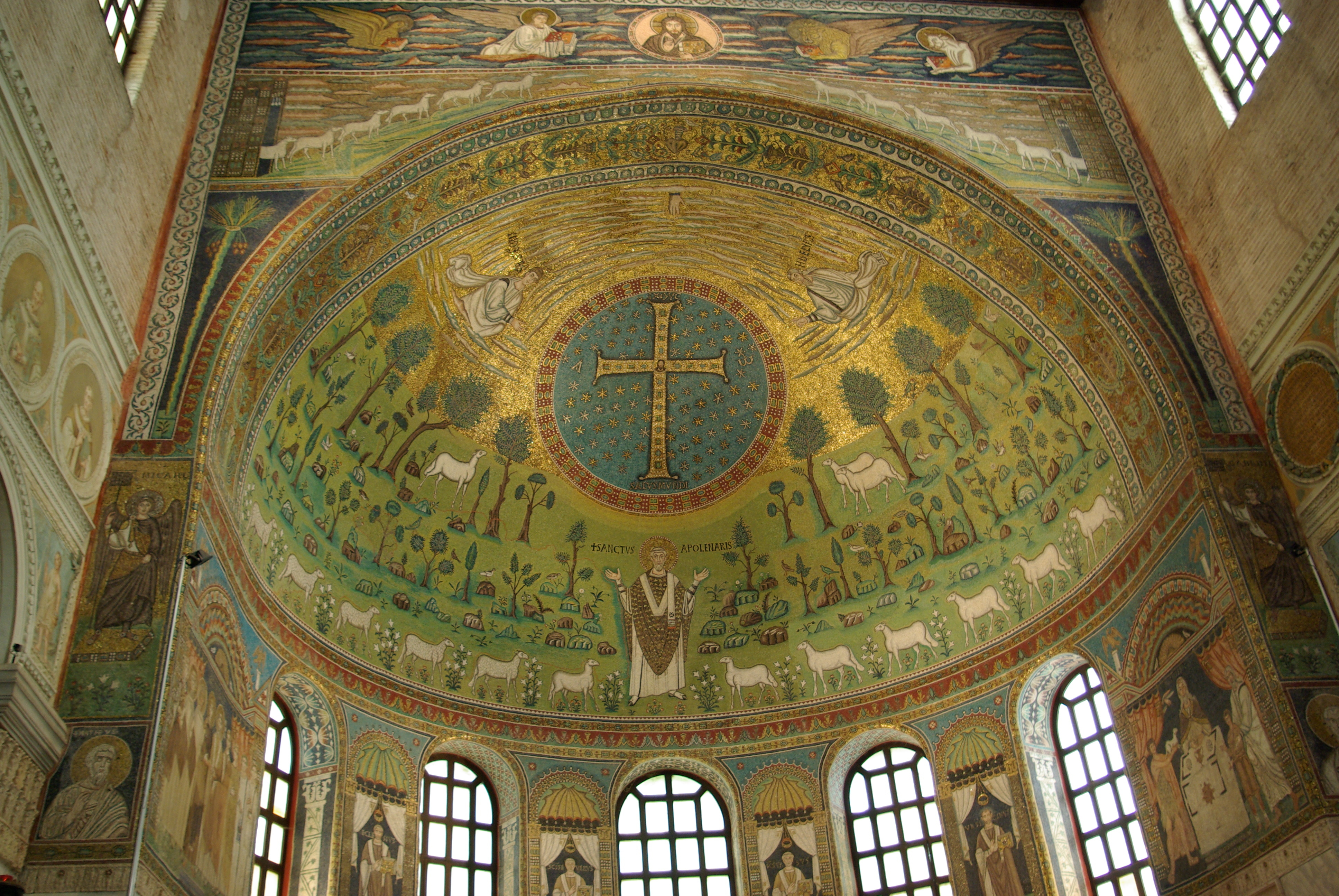
Ravenna, Sant'Apollinare in Classe, VI secolo. Parte superiore della semi cupola con la Trasfigurazione.
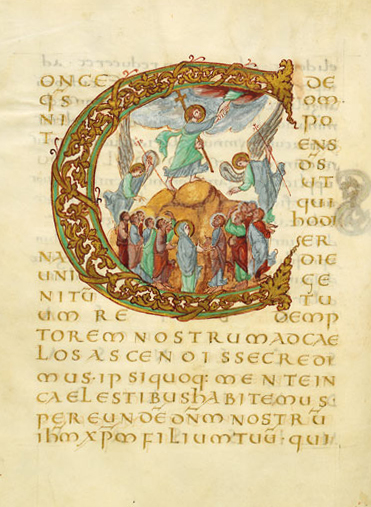
Ascensione dal Drogo Sacramentary, c. 850, ripete l'iconografia dell'avorio.
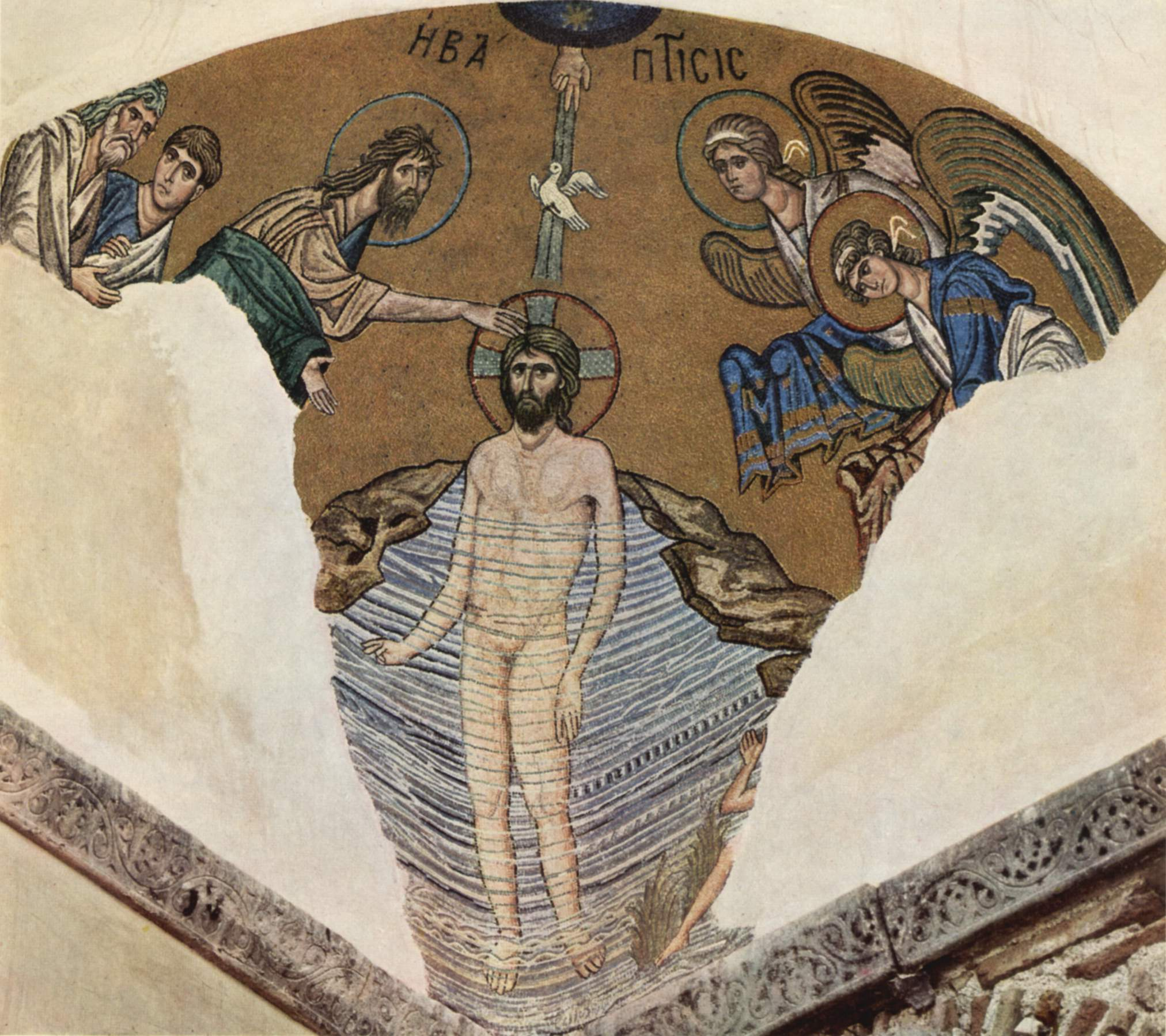
Mosaico con il battesimo di Gesù dal Monastero di Daphni, c. 1100
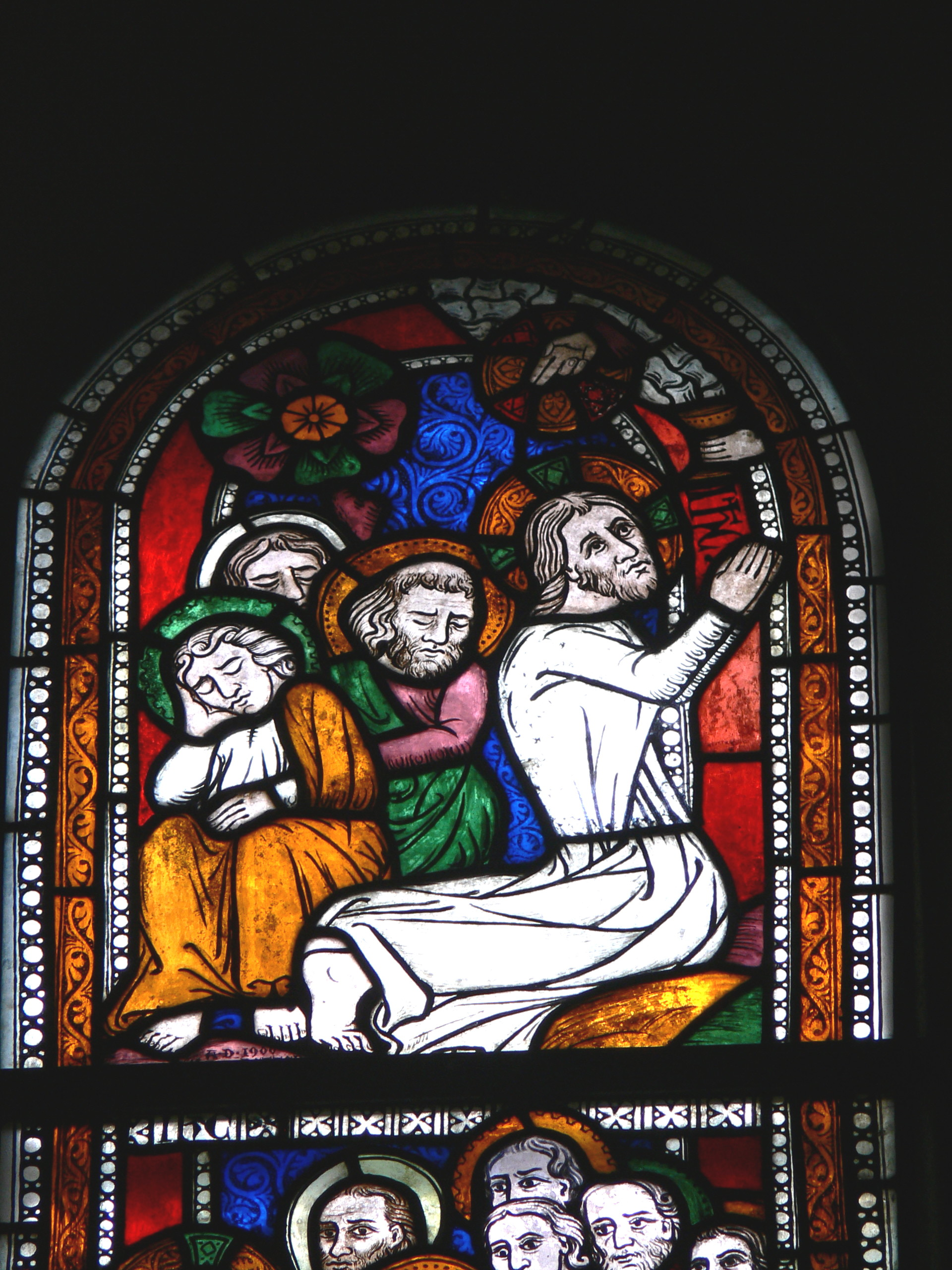
Mano con alone in vetrata del XII secolo, in Orazione nel Getsemani
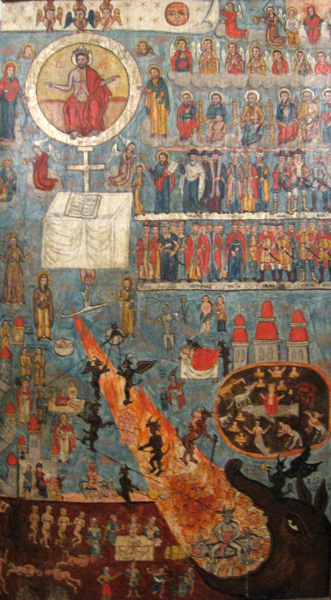
Dettaglio di icona russa con il Giudizio Universale, XVIII secolo

#### Immagini di approvazione divina dei governanti

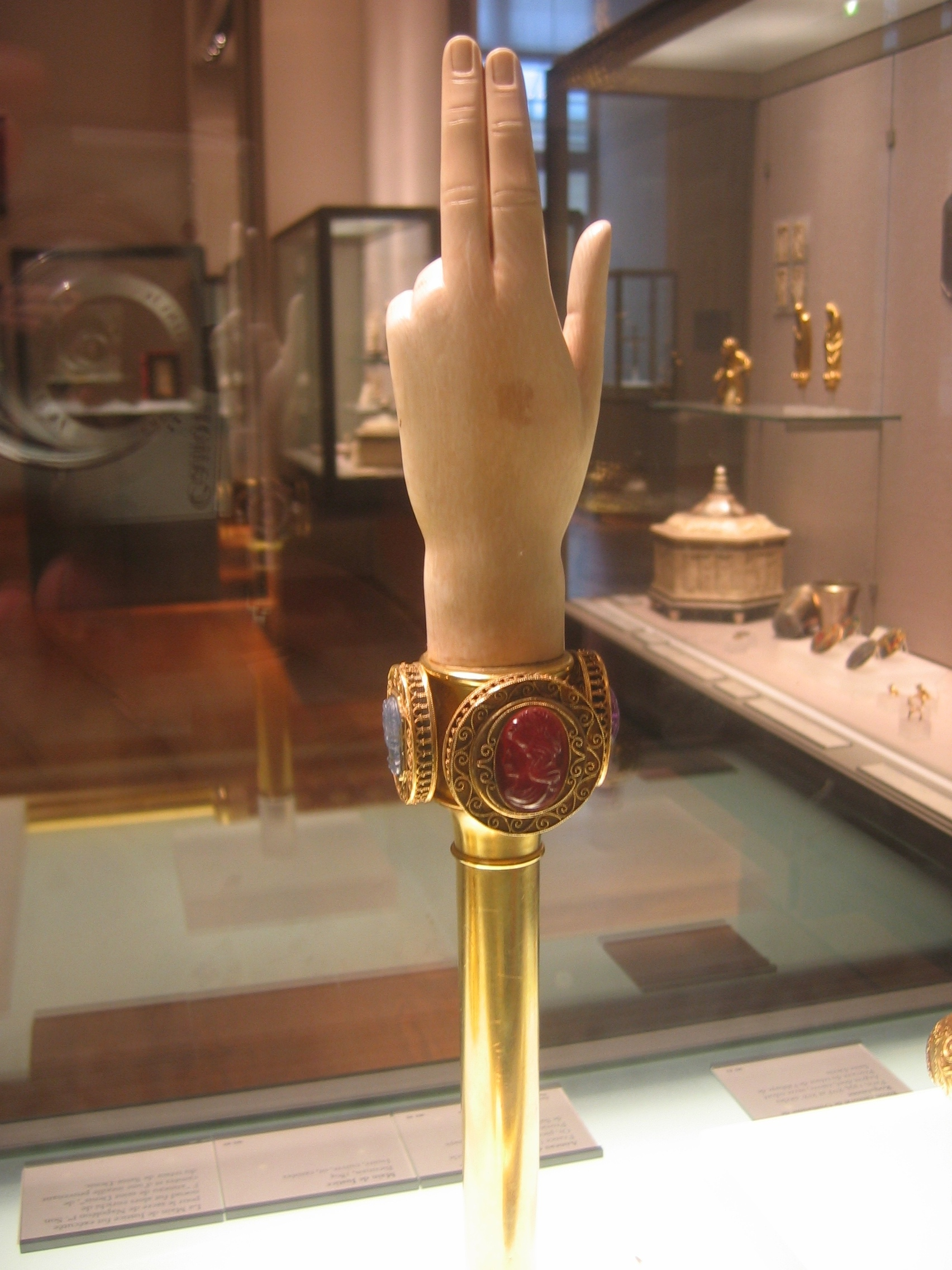
La ricreata "mano della giustizia" usata nell'incoronazione di Napoleone Bonaparte, Museo del Louvre.

La mano spesso benedice i governanti dall'alto, soprattutto nelle opere carolingie e ottoniane, e nelle monete. La mano può detenere una corona di fiori o una corona sopra la testa del sovrano, o mettergliela sulla testa. Una moneta postuma di Costantino il Grande (la "questione della deificazione") mostrava la mano che scende a tirare su una figura velata di Costantino in una quadriga, in un messaggio notoriamente misto che combina le convenzioni pagane, dove un'aquila porta in cielo gli imperatori divinizzati, con l'iconografia cristiana. Le monete del tardo IV secolo dei governanti tardo antichi come Arcadio (e sua moglie), Galla Placidia, mostrano che vengono coronati dalla mano - essa infatti è stata molto utilizzata per le imperatrici, e spesso appare solo su temi dell'Impero d'Oriente. Questo tema non si trova nell'arte bizantina fino al tardo X secolo, quando appare nelle monete di Giovanni I Zimisce (969–976), come era comune in Occidente. Nelle successive miniature bizantine la mano è spesso sostituita da una figura intera di Cristo (in questi esempi molto più piccolo dell'Imperatore) mentre gli pone una corona sul capo.
Una simbologia simile si trova in "Main de Justice" ("Mano della giustizia"), nello scettro di Carlo V, costituito da una breve barra d'oro sormontata da una mano di avorio nel gesto della benedizione. L'oggetto, ora al museo del Louvre, è una ricreazione, fatta per Napoleone o per un re borbonico restaurato, di quella originale che fu distrutta nel corso della rivoluzione francese, anche se la mano d'avorio originale è sopravvissuta (ora mostrata separatamente). Le gemme incise sono utilizzate per un'autentica atmosfera medievale. Qui la mano rappresenta il potere della giustizia-erogazione di Dio come letteralmente nelle mani del re.

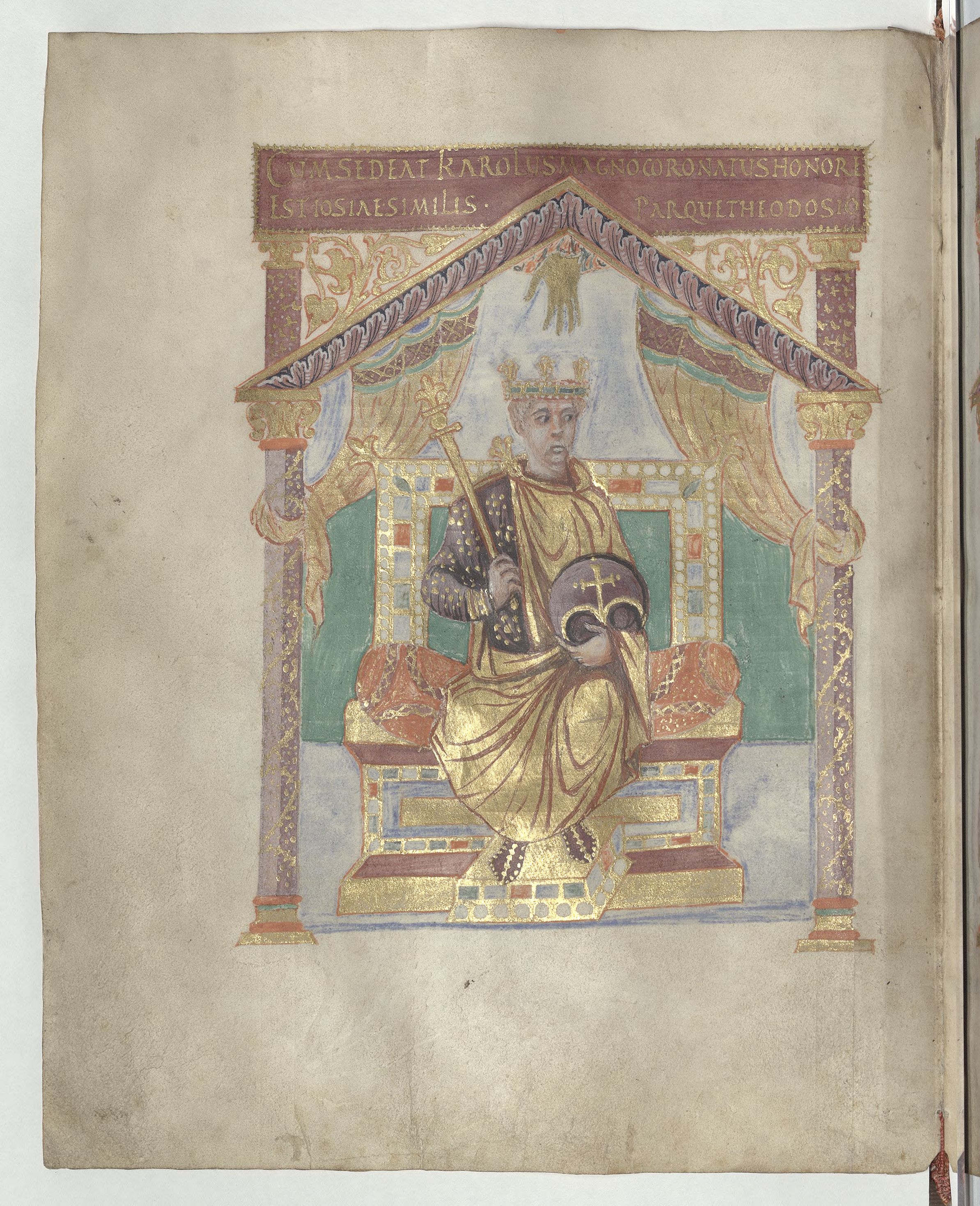
Carlo il Calvo, prima del 869
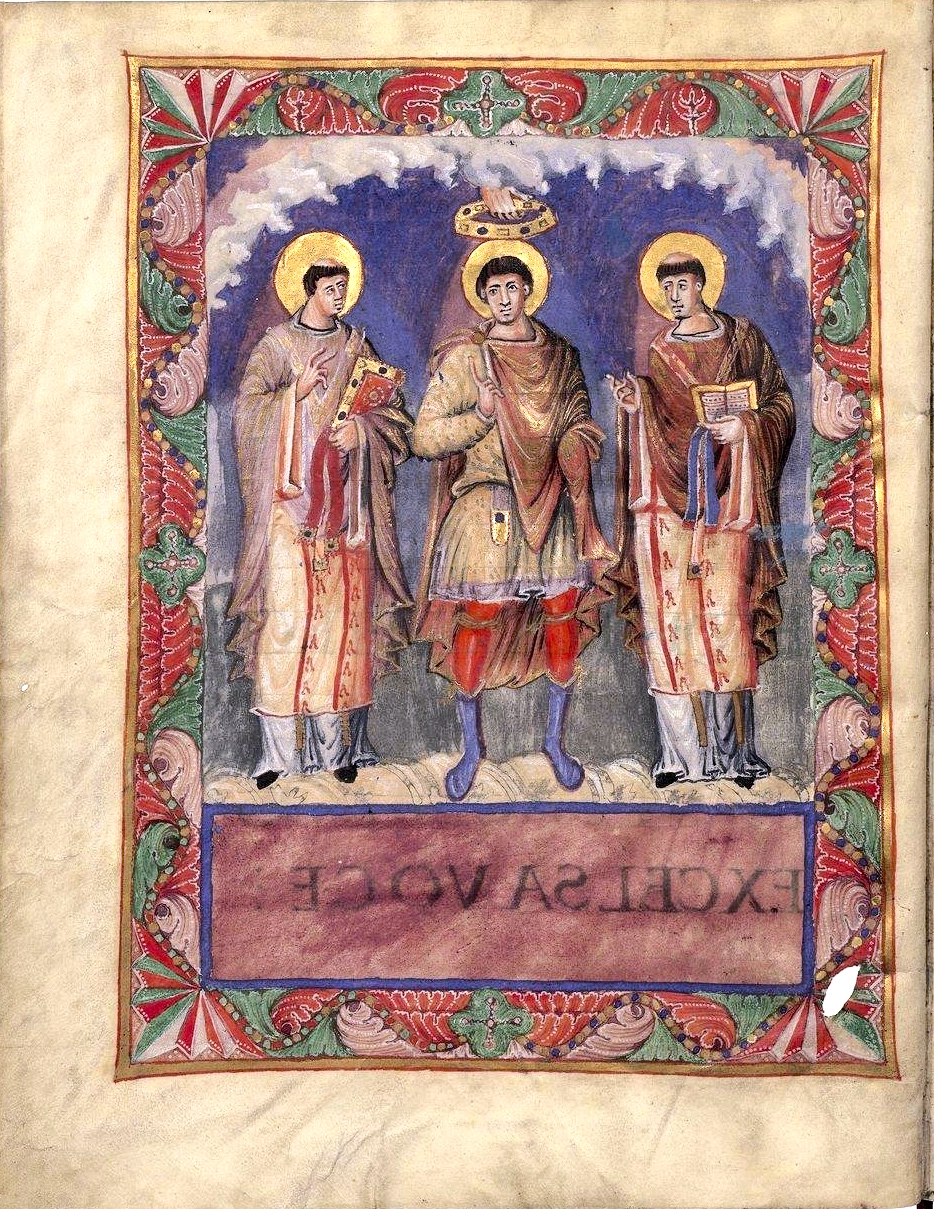
Carlo Magno, affiancato da due papi, mentre viene incoronato, manoscritto c. 870.
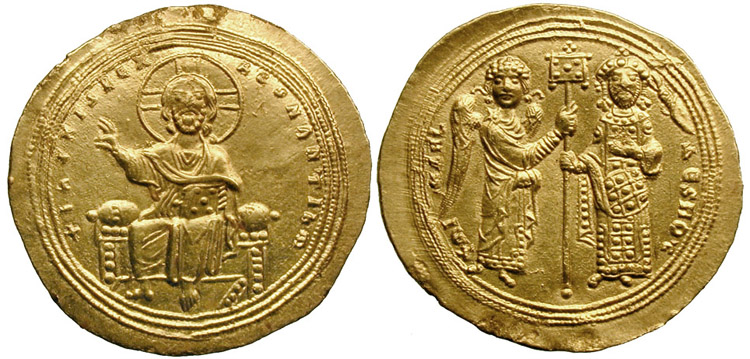
Moneta d'oro bizantina histamenon del 1041/2. L'imperatore viene incoronato dalla mano.
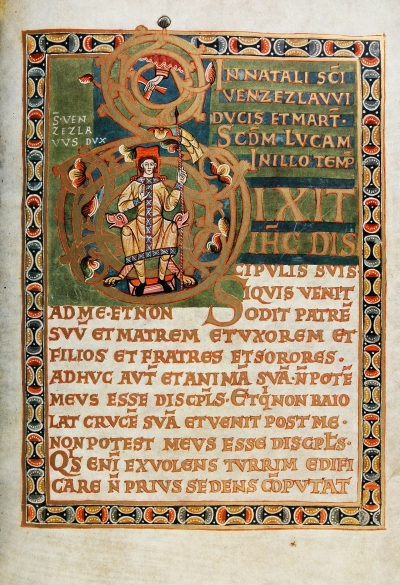
La nuova monarchia boema usò una mano benedicente con alone nel Codex Vyssegradensis.

#### Immagini di santi

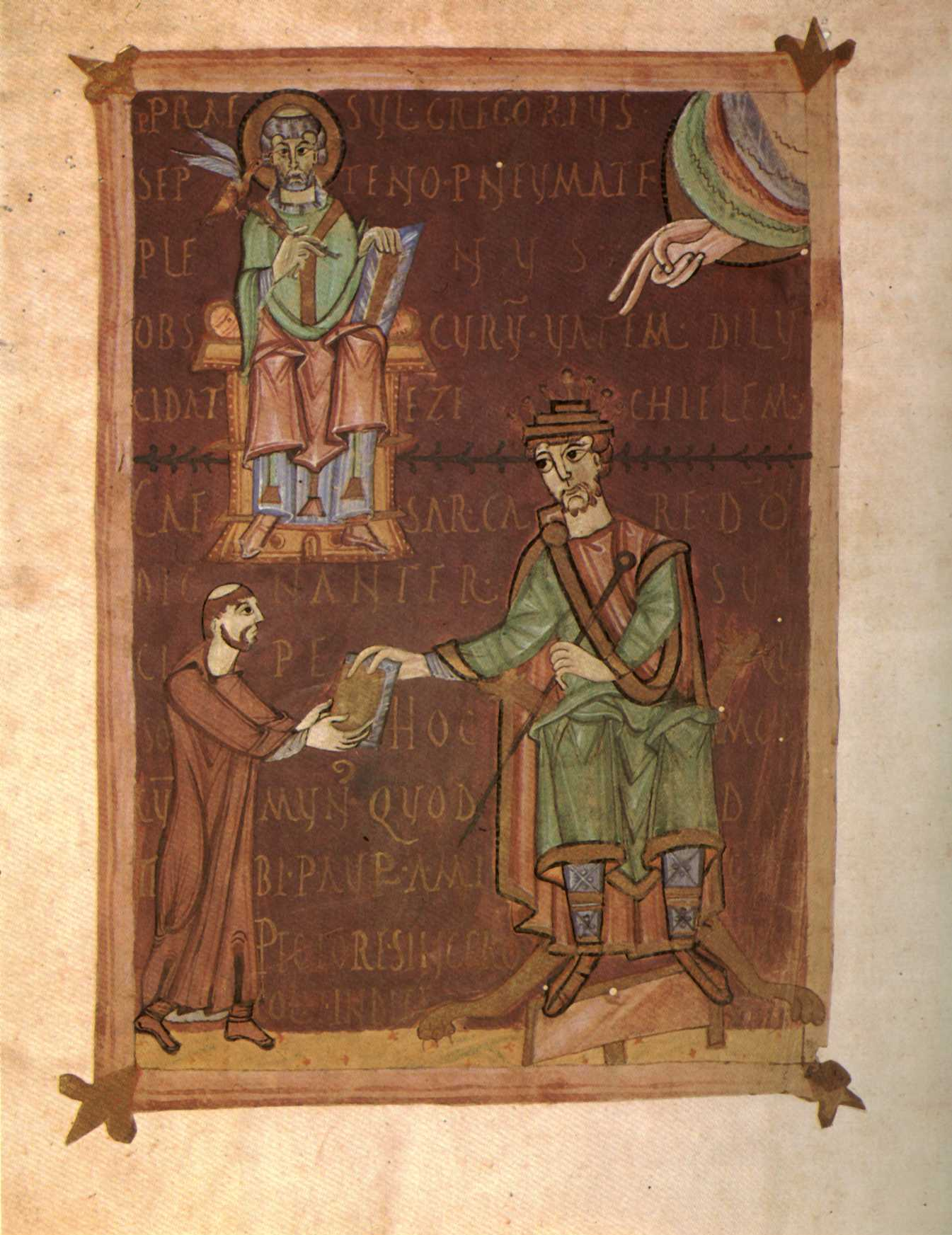
Miniatura in una copia del Moralia in Job di Papa Gregorio I, XI secolo.

La mano si trova anche in immagini di santi, o per rappresentare un miracolo associato ad un santo - nella teologia cattolica è Dio che compie tutti i miracoli - o al di sopra di una scena iconica. Nell'arazzo di Bayeux la mano appare sopra l'Abbazia di Westminster nella scena che mostra il funerale di Edoardo il Confessore. La mano appare a volte (vedi galleria) in scene dell'omicidio di un martire come san Tommaso Becket, indicando chiaramente né coinvolgimento, né approvazione dell'atto, ma semplicemente l'approvazione del santo. Nella miniatura, la mano benedicente sembra puntata né sull'imperatore Enrico III, né su San Gregorio o sull'abate, ma verso la copia del libro di Gregorio - lo stesso esemplare che contiene questa miniatura. Questo uso più flessibile del motivo raggiunge il suo picco nell'arte romanica, dove di tanto in tanto appare in tutti i tipi di contesti - che indica l'oratore a "destra" in una miniatura di una disputa, o come l'unica decorazione nella parte superiore di un atto costitutivo monastico. Un certo numero di monete anglosassoni di Edoardo il Vecchio e Etelredo II d'Inghilterra hanno una grande mano che domina i loro lati verso, anche se i simboli religiosi sono stati raramente così importanti nelle monete anglosassoni.

#### Icone
Nella chiesa ortodossa orientale la mano nelle icone rimase in uso molto più a lungo che nella Chiesa occidentale, e si trova ancora in icone moderne, normalmente emergente da bande circolari. A parte le scene narrative di cui sopra è particolarmente spesso presente nelle icone dei santi guerrieri, e in alcuni icone russe è identificata dalla solita iscrizione come appartenente a Gesù Cristo. In altre versioni della stessa composizione si trova una piccola figura di Cristo, della stessa dimensione della mano, presente anche in molte opere occidentali dall'anno 1000 in poi.
La più antica icona sopravvissuta della Vergine Maria, datata intorno al 600 e presente nel Monastero di Santa Caterina, presenta una mano spesso trascurata, suggerendo a Robin Cormack che l'enfasi del soggetto è sull'Incarnazione piuttosto che sulla semplice Vergine con il Bambino. Un altro dei pochissimi importanti pezzi orientali che mostrano la Vergine da prima della iconoclastia bizantina, è un mosaico absidale (perso nel 1922) di İznik, che mostra la mano sopra una Vergine in piedi. Pochi usi simili della mano si trovano in Vergini successive, anche se l'iconograficamente avventuroso Salterio Chludov bizantino (IX secolo) ha una piccola miniatura che mostra la mano e la colomba sopra una Madonna col Bambino. La mano appare occasionalmente in Annunciazioni occidentali, anche nel più tardo Simone Martini (nel XIV secolo), quando ormai la colomba, a volte accompagnato da una piccola immagine di Dio Padre, era diventata più comune.

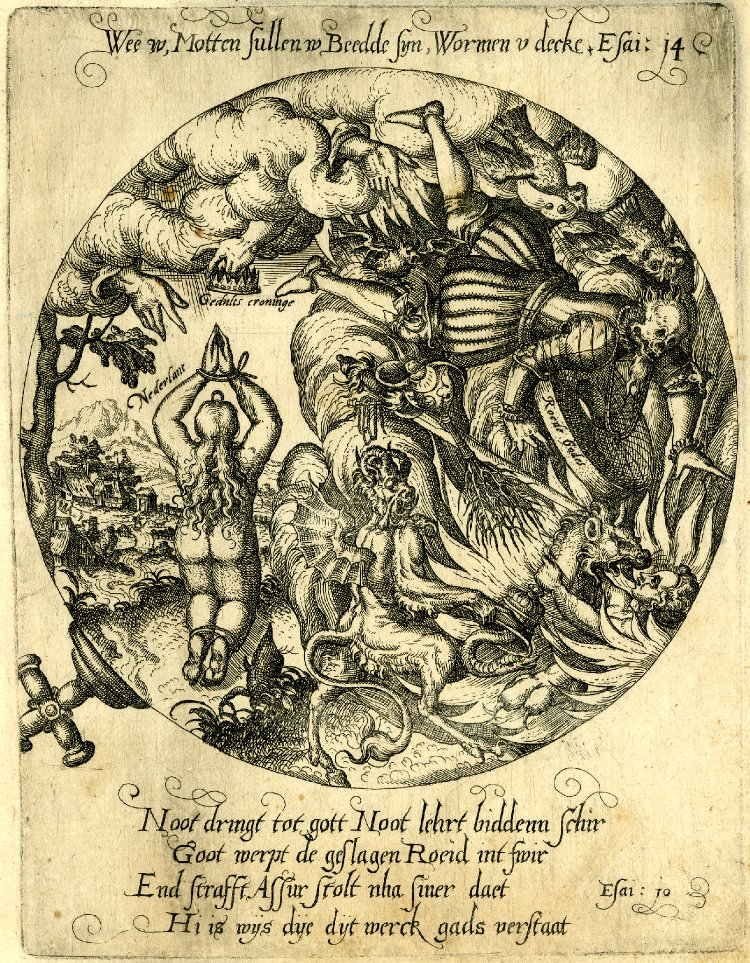
Incisione anonima sulla situazione nei Paesi Bassi negli anni 1570, con tre mani.

#### Mosaici di Ravenna
La mano appare anche nella parte superiore di un certo numero dei mosaici absidali tardo antichi a Roma e a Ravenna, sopra una serie di composizioni che presentano sia Cristo che la croce, alcune ricoperte dai contesti regolari menzionati sopra, ma non altri. Il motivo si ripete in grandi mosaici, più tardi, del XII secolo.

#### Arte tardo medievale e del primo rinascimento
Dal XIV secolo, e anche in precedenza in alcuni contesti, le figure intere di Dio Padre divennero sempre più comuni nell'arte occidentale, sebbene ancora controverse e rare nel mondo ortodosso. Naturalmente tali figure avevano tutte le mani, che utilizzavano per la benedizione e altri gesti in una varietà di modi diversi. Si può notare che il più famoso di tutti questi usi, fu fatto da Michelangelo nella Volta della Cappella Sistina, la mano esce chiaramente, dalla veste che circonda Dio, sopra il polso e si staglia contro una pianura sullo sfondo ricordando molti esempi del motivo precedente.
Il motivo non scomparve nell'iconografia più tarda e godette di una rinascita nel XV secolo in una gamma di soggetti religiosi notevolmente ampliata e con la rappresentazione di Dio Padre divenuta nuovamente controversa tra i protestanti. Le stampe di Daniel Hopfer e di altri fanno un uso frequente della mano in una varietà di contesti e lo stemma personale di Giovanni Calvino era un cuore tenuto in una mano. Un grande uso del motivo venne fatto nelle stampe, religiose e politiche, sulla Riforma nel corso dei successivi due secoli, in stampe sulla Rivolta olandese, per esempio. In una pittura Rococò dell'abbazia di Windberg, nella Bassa Baviera, la mano di Dio tiene una stadera in cui uno stelo di giglio, che indica la purezza di Santa Caterina, sostiene la corona e lo scettro della mondanità.
Un simile ma sostanzialmente estraneo braccio-reliquiario fu una forma popolare durante il periodo medievale quando la mano era più utilizzata. Tipicamente erano in metallo prezioso, mostrando la mano e la maggior parte dell'avambraccio, rivolta verso l'alto, in verticale, su una base piatta dove il braccio era fermato. Contenevano reliquie, di solito di quella parte del corpo del santo, ed era la mano del santo rappresentato.

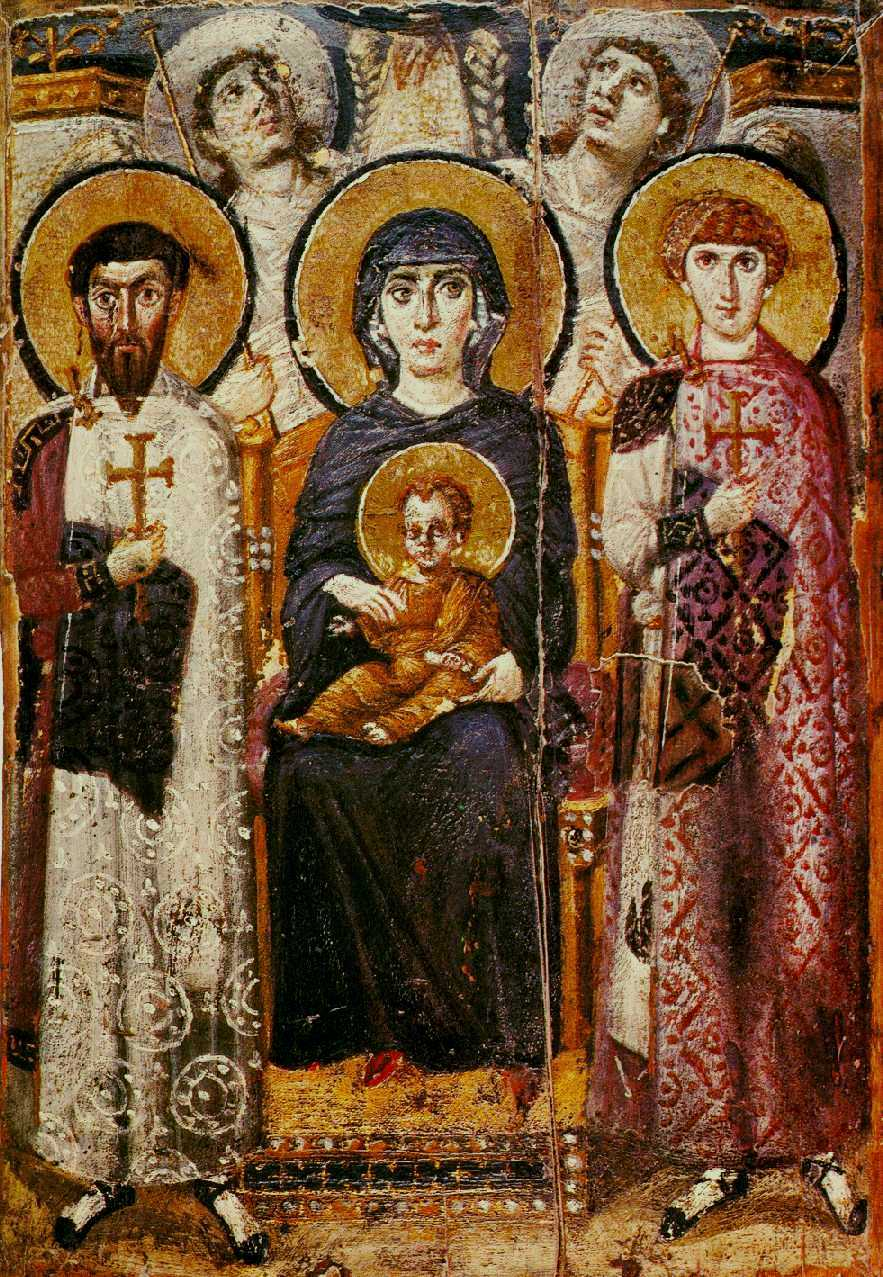
La più antica icona bizantina della Vergine Maria, c. 600, dipinto ad encausto, Monastero di Santa Caterina.
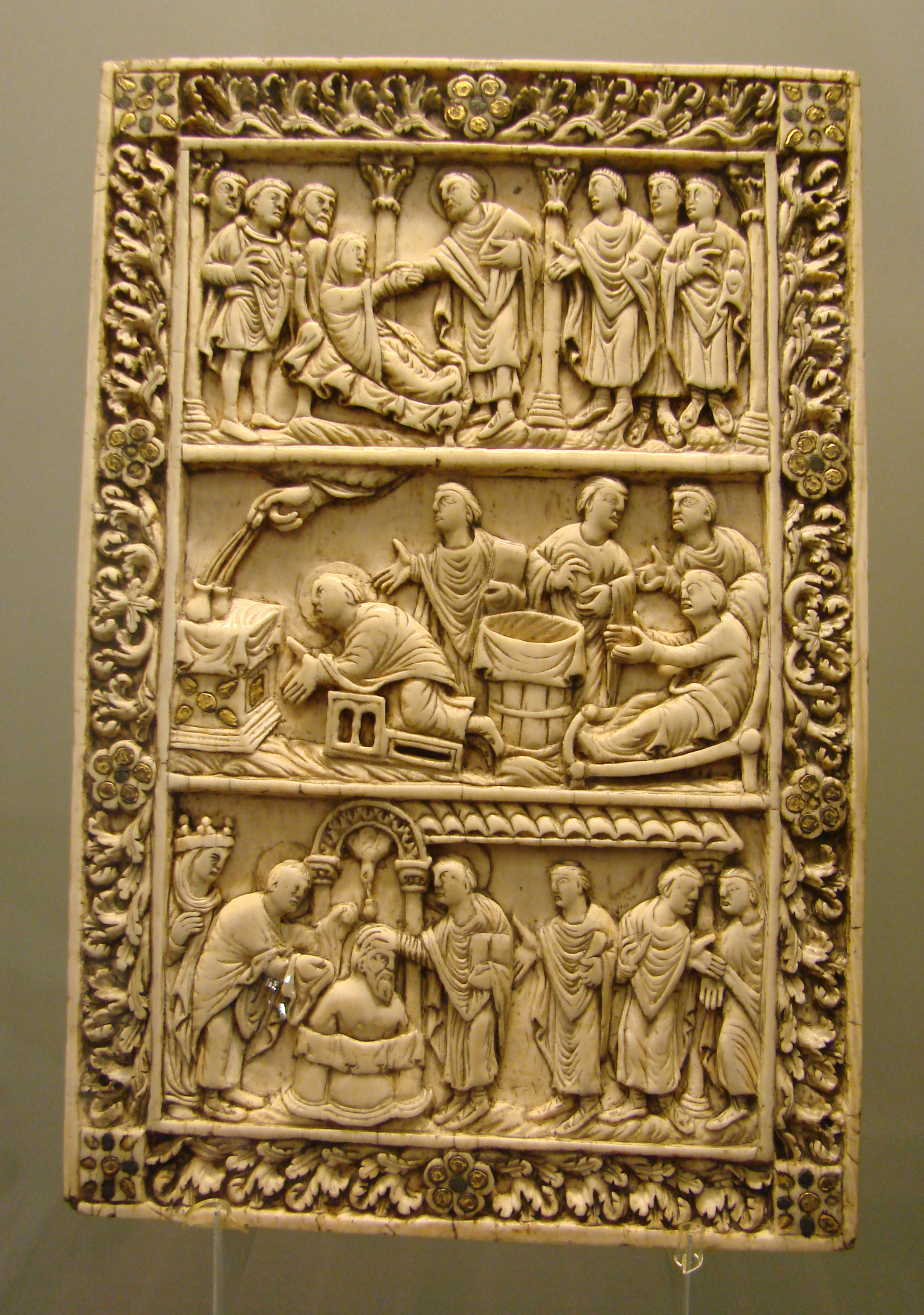
Miracolo dalla vita di San Remigio, c. 870, nel pannello centrale. Nel pannello inferiore la colomba che porta la Santa Ampolla.
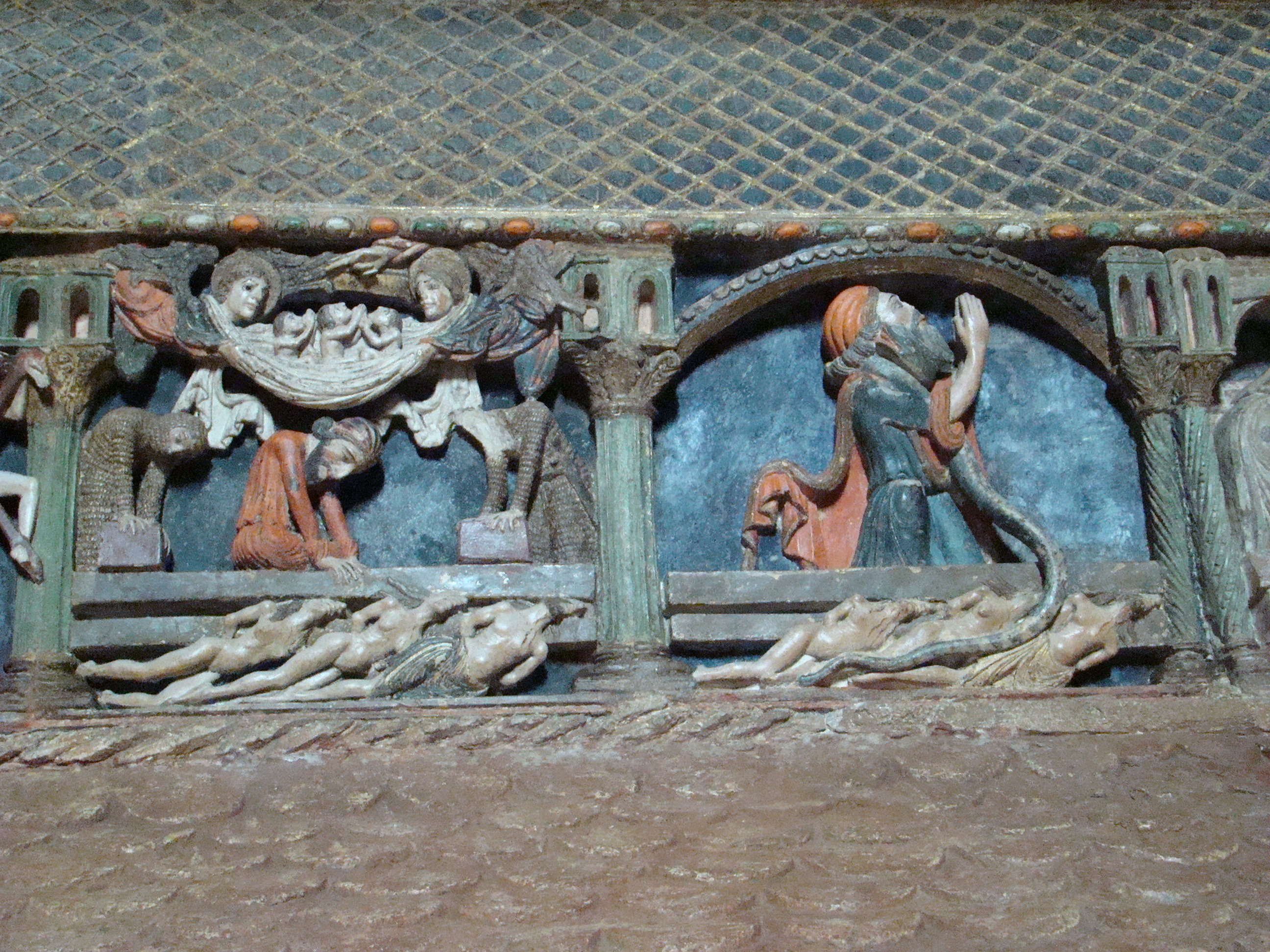
La mano riceve tre anime portate in cielo dagli angeli. Avila
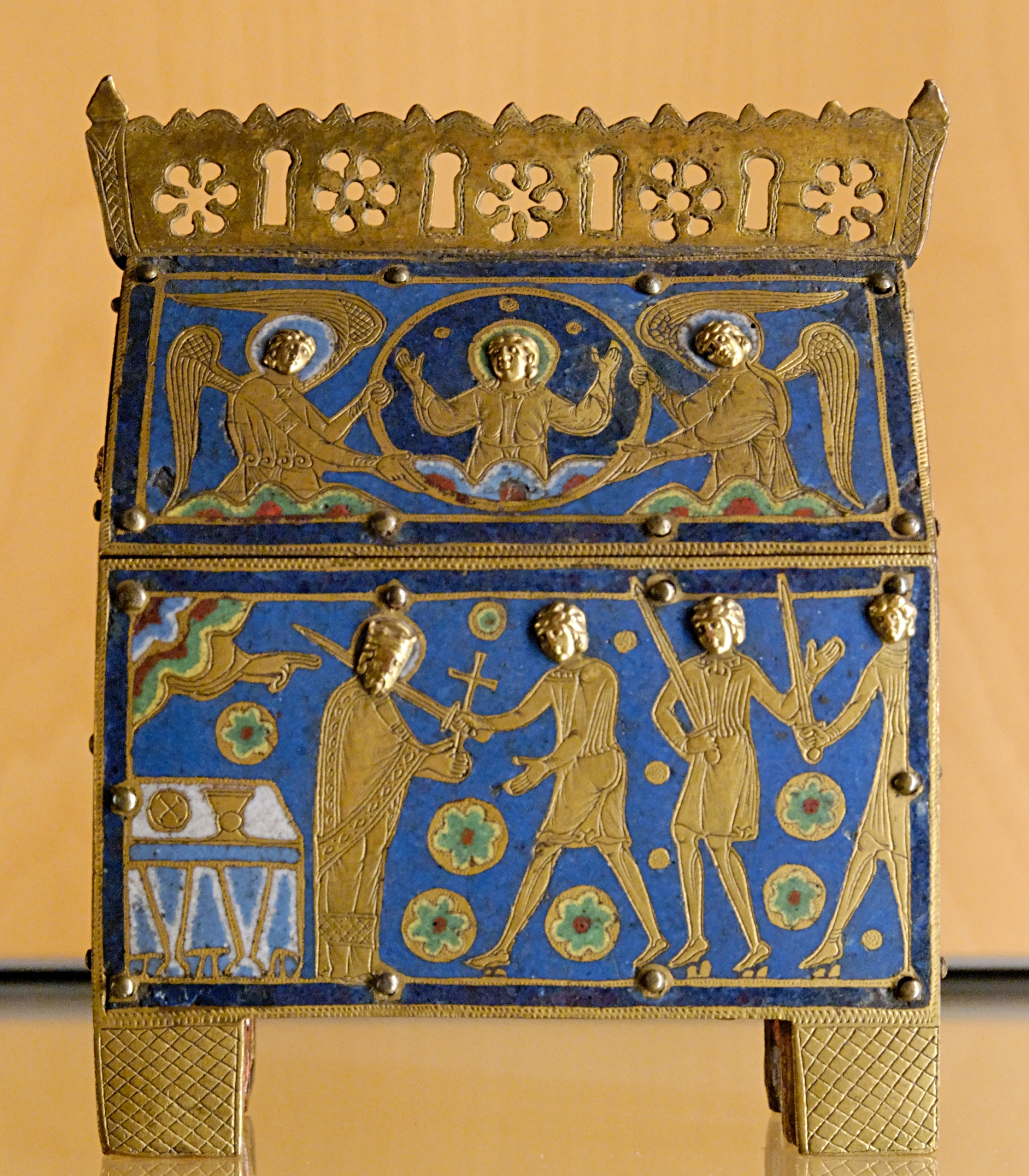
Reliquiario vitreo di san Tommaso Becket, mostrante la sua morte. Limoges, c. 1210
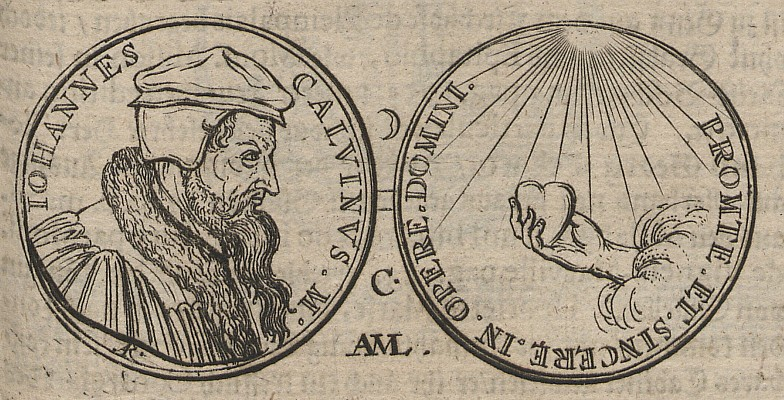
Il riformatore protestante Giovanni Calvino e il suo emblema
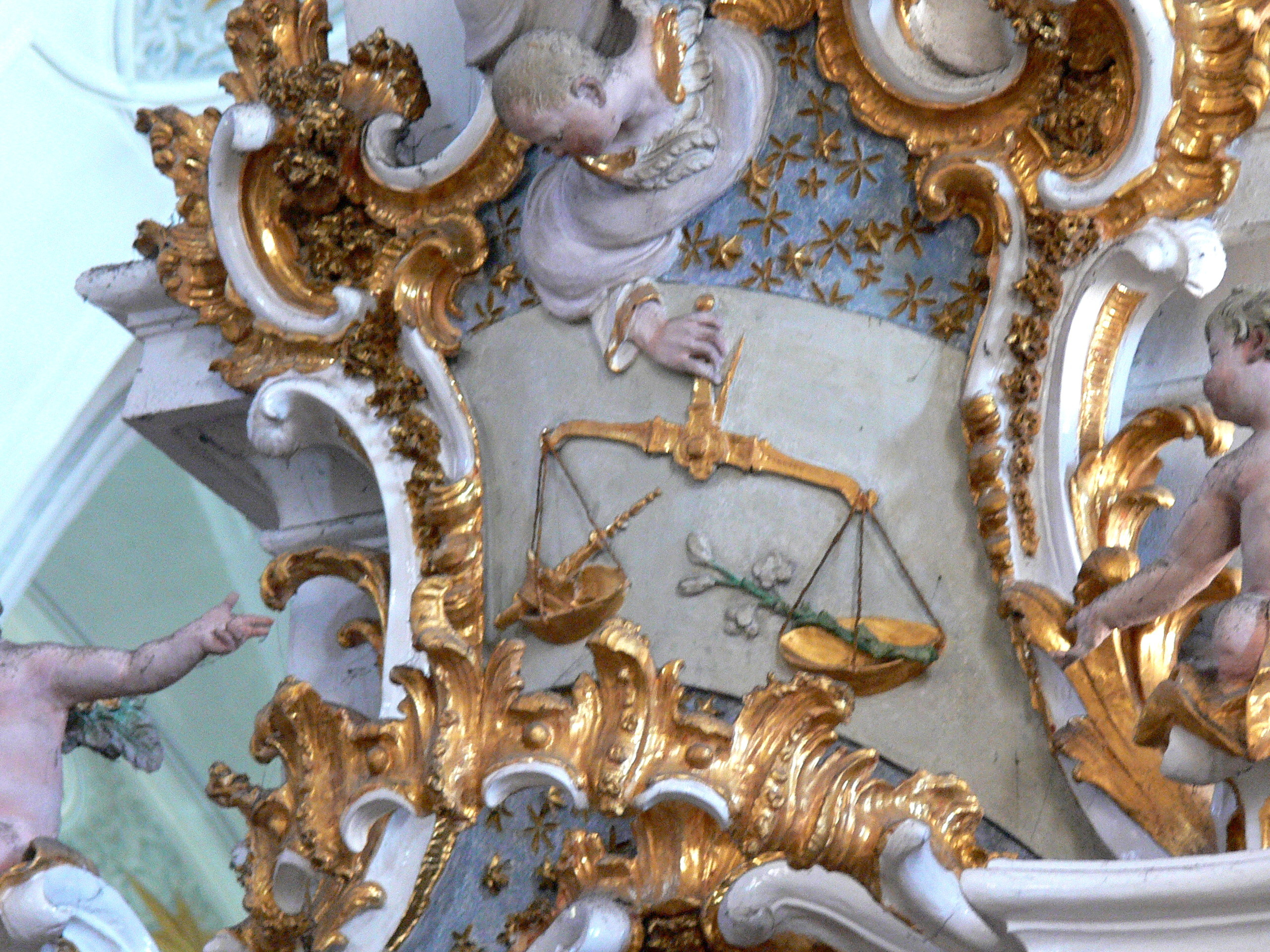
La mano di Dio nell'abbazia di Windberg - vedi testo

## Esempi nella tarda antichità e nell'arte medievale ebraica
La mano di Dio appare in diversi esempi del piccolo corpo superstite di arte figurativa religiosa ebraica. Risulta particolarmente evidente nei dipinti murali del III secolo della sinagoga di Dura Europos, nel mosaico della navata centrale della sinagoga Beth Alpha (VI secolo) e su un Bimah del VI-VII secolo trovato nella sinagoga del IV-V secolo di Susiya.

### Sinagoga di Dura Europos
Nella sinagoga di Dura Europos, la mano di Dio appare dieci volte, in cinque dei ventinove dipinti murali a tema biblico, tra cui il sacrificio di Isacco, Mosè e il roveto ardente, Esodo e passaggio del Mar Rosso,  Elia resuscita il bambino della vedova di Zarepheth e Ezechiele nella valle di ossa secche.

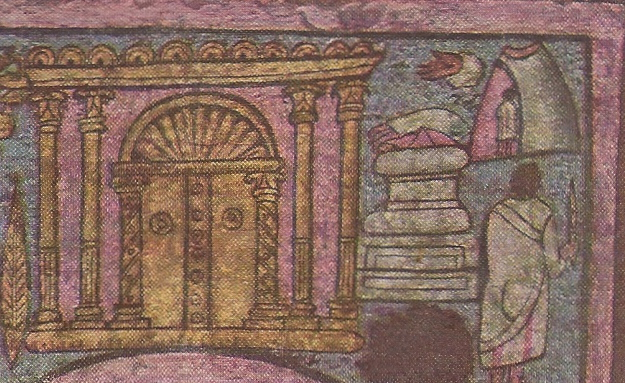
Il sacrificio di Isacco nella nicchia della Torah della sinagoga di Dura Europos
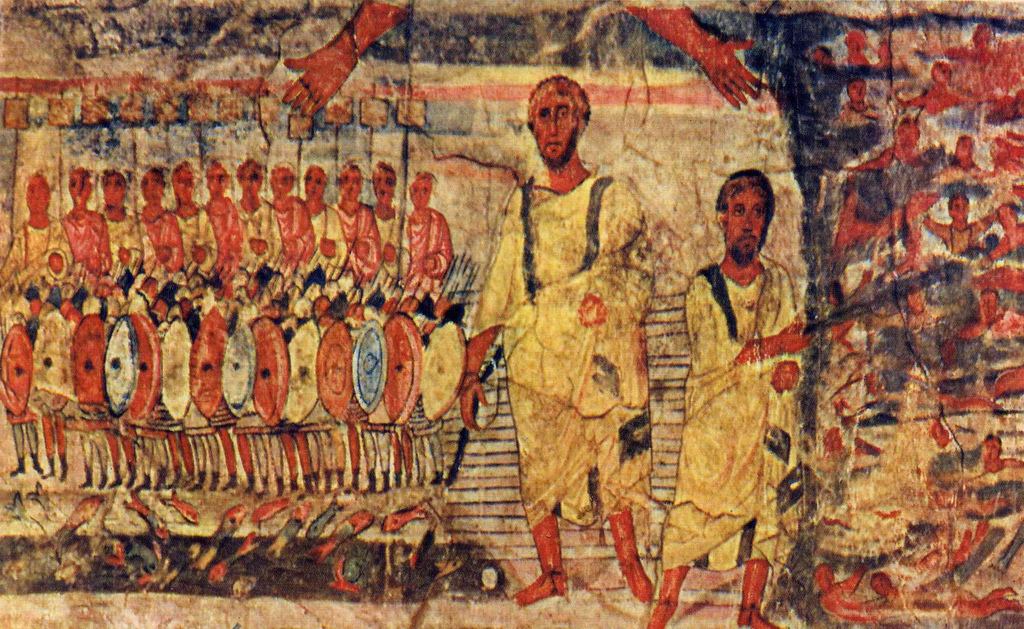
Mano di Dio nell'Esodo e passaggio del mar Rosso, dipinto murale nella sinagoga di Dura Europos
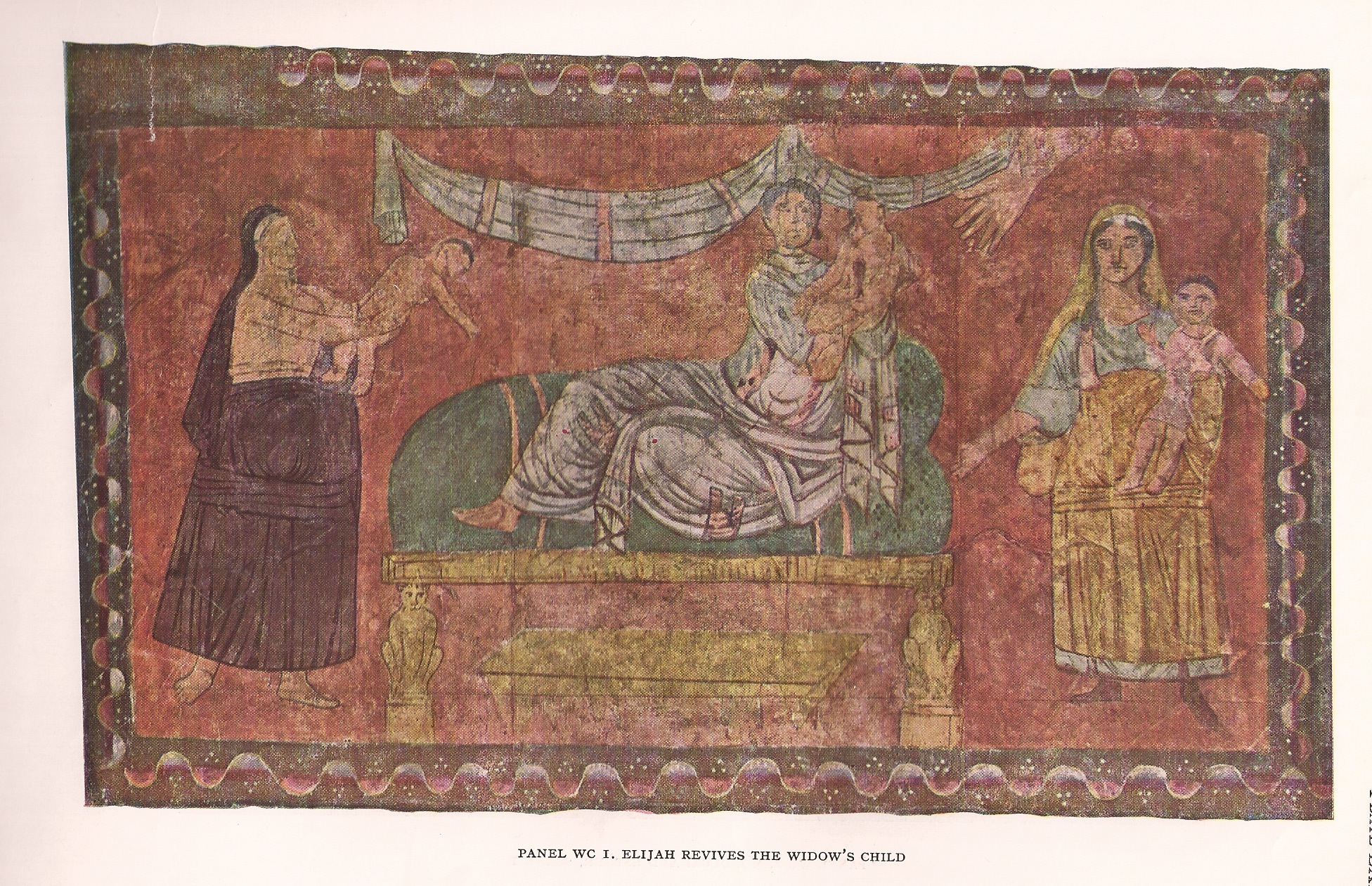
Elia resuscita il figlio della vedova di Zarepheth, sinagoga di Dura Europos synagogue
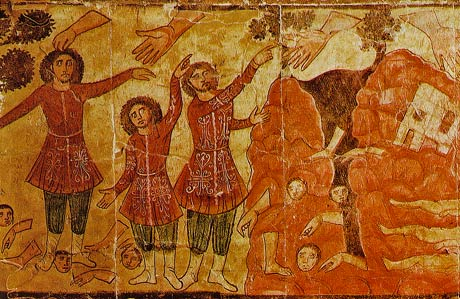
Ezechiele nella valle delle ossa secche (ciclo), sinagoga di Dura Europos
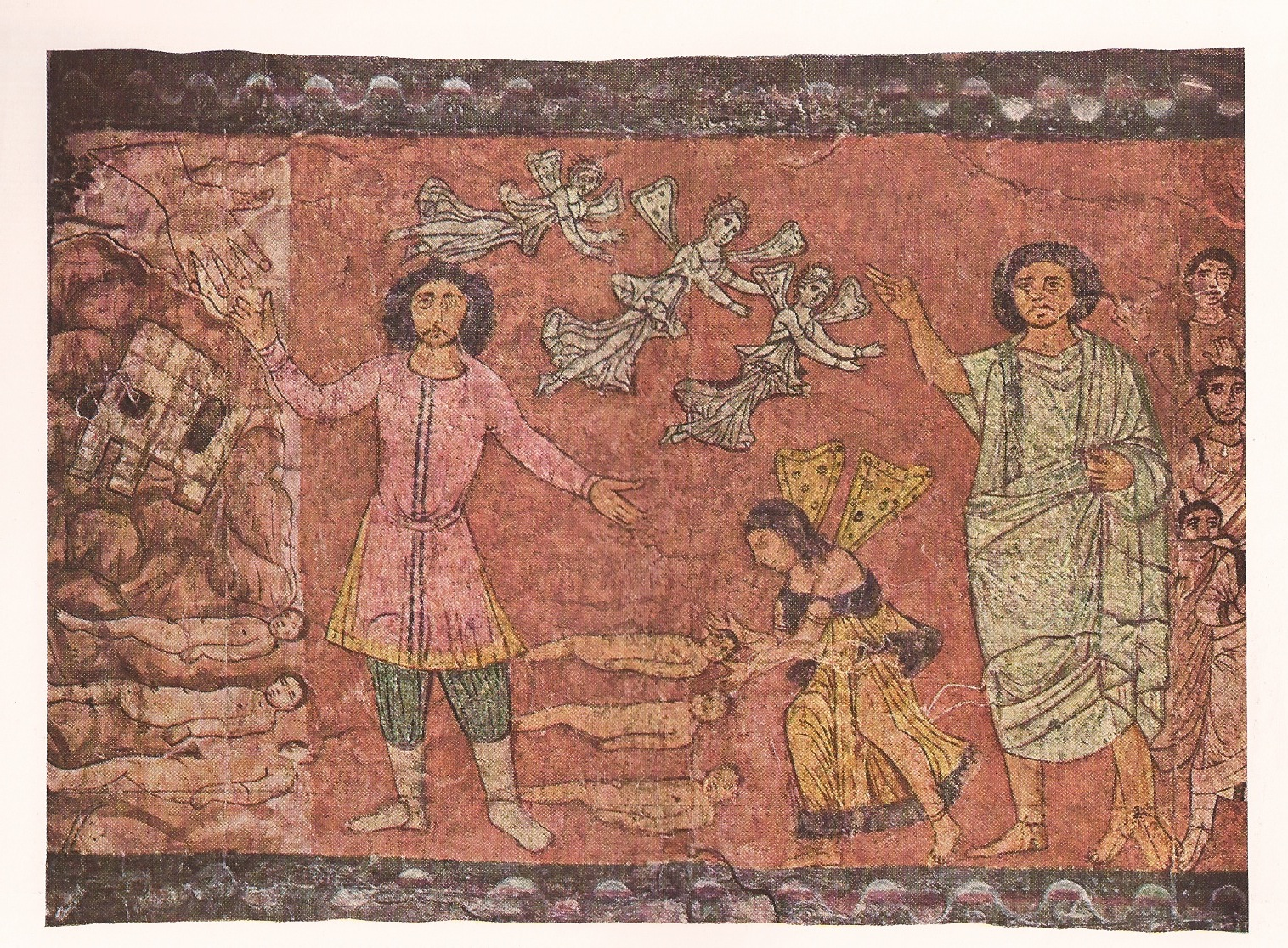
Ezechiele nella valle delle ossa secche (ciclo), sinagoga di Dura Europos
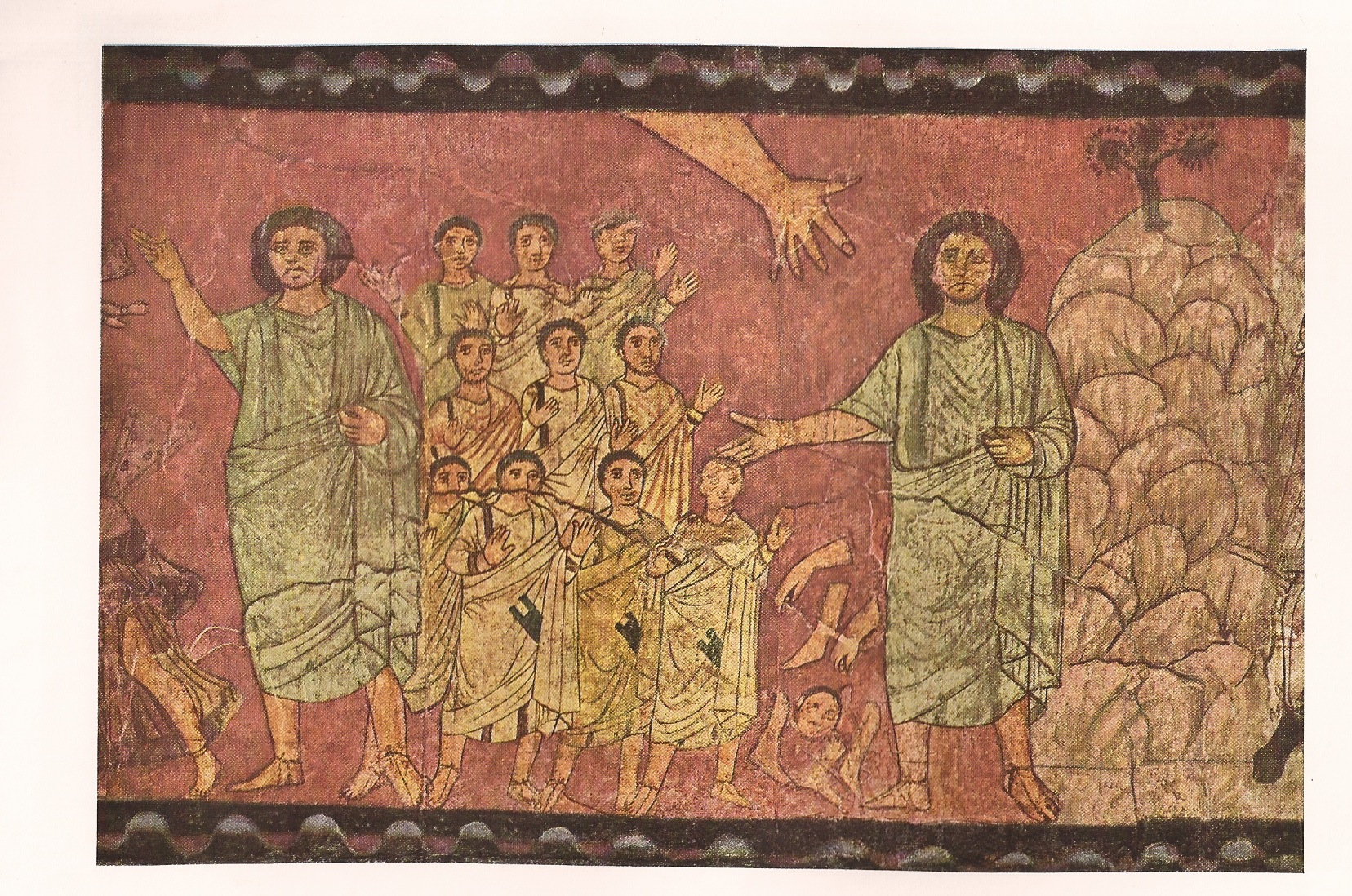
Ezechiele nella valle delle ossa secche (ciclo), sinagoga di Dura Europos

### Sinagoga Beth Alpha

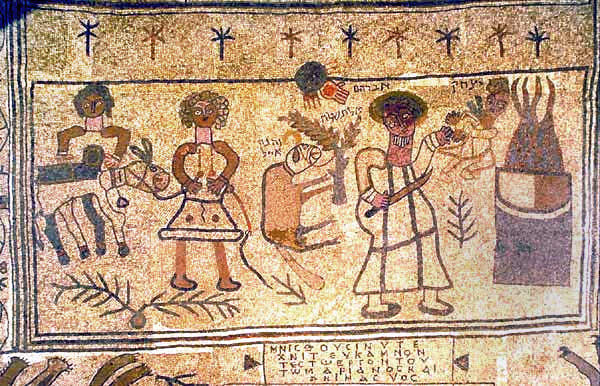
Mosaico con il sacrificio di Isacco, sinagoga Beth Alpha

Nella sinagoga Beth Alpha la mano di Dio appare nella scena del sacrificio di Isacco nel pannello di mosaico del pavimento antistante la porta d'ingresso settentrionale della navata. La mano è raffigurata senza il corpo ed emerge da una palla di fuoco e fumo, "descrivendo il dramma e il suo esito", secondo Meyer Schapiro. Essa è strategicamente posizionata in alto al centro della composizione, direttamente sopra l'ariete che l'angelo di Dio suggerisce ad Abramo di sacrificare al posto di Isacco.

### Sinagoga Susiya
Nella sinagoga Susiya, la mano di Dio appare sui resti deturpati di un pannello in marmo di un Bimah che illustrava probabilmente una scena dal Mosè riceve le tavole della legge o dal sacrificio di Isacco. Anche se la mano è stata sottoposta a intensi vandalismi iconoclastici, sono rimaste alcune vestigia del pollice e delle dita ritratte intatte. Una miniatura era scavata nel pollice. Foerster afferma che la mano di Dio in origine teneva un rotolo della Torah, identificando il piccolo pezzo di marmo in rilievo situato tra il pollice e le dita come un rotolo della Torah.

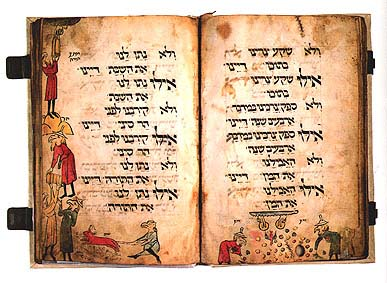
Bird's Head Haggadah

### Bird's Head Haggadah
La mano di Dio appare in alcuni precoci Haggadah del XIV secolo, come il Bird's Head Haggadah, realizzato in Germania. Due mani di Dio appaiono sotto il testo della canzone Dayenu, dispensando la manna dal cielo. Il Bird's Head Haggadah è una particolarmente importante fonte visiva del periodo medievale, in quanto è l'esempio più antico superstite di un manoscritto miniato medievale ebraico.